# Chronologie fotografie

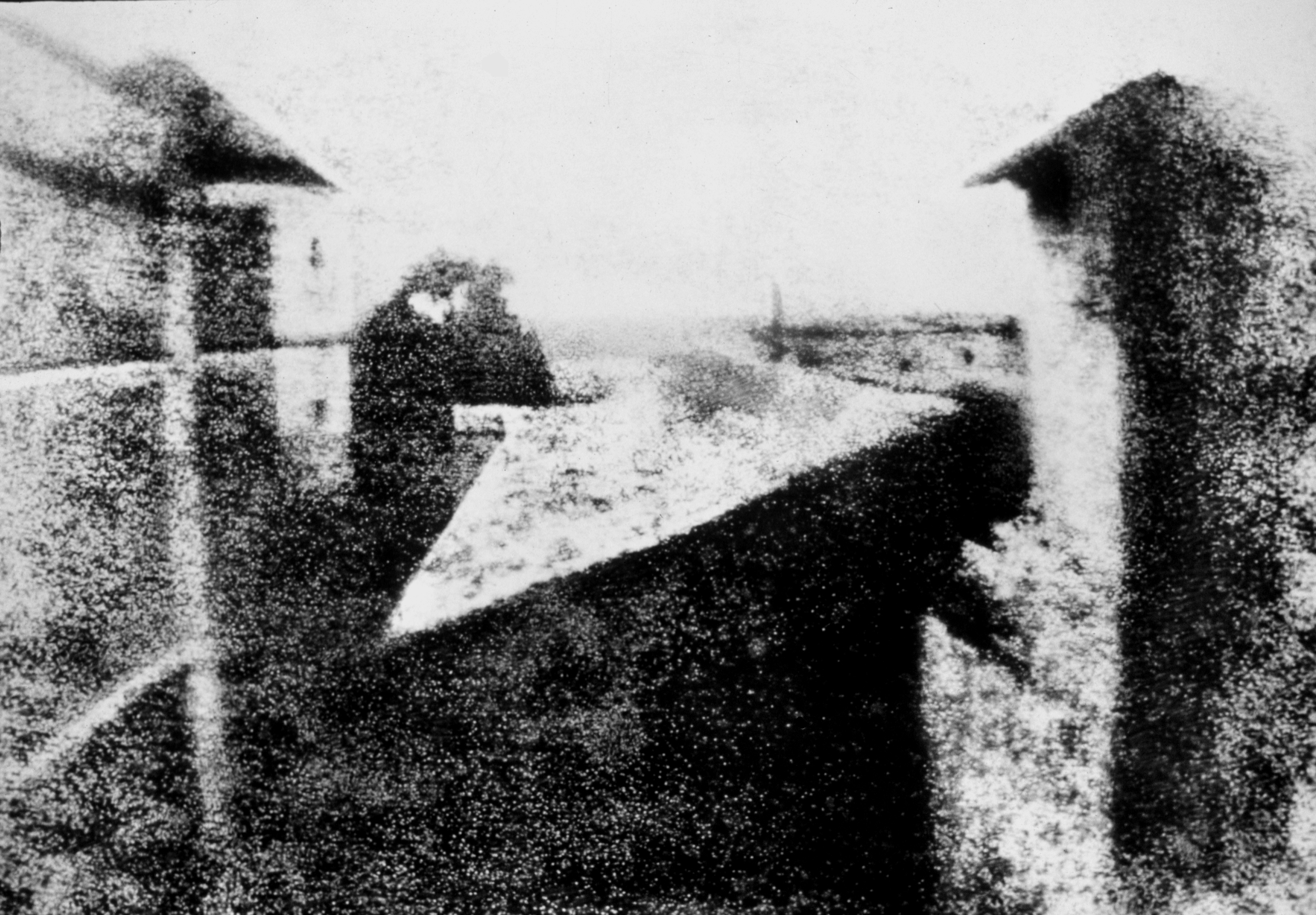
Druhá dochovaná stálá fotografie na světě, Nicéphore Niépce: Pohled z okna v Le Gras, 1826

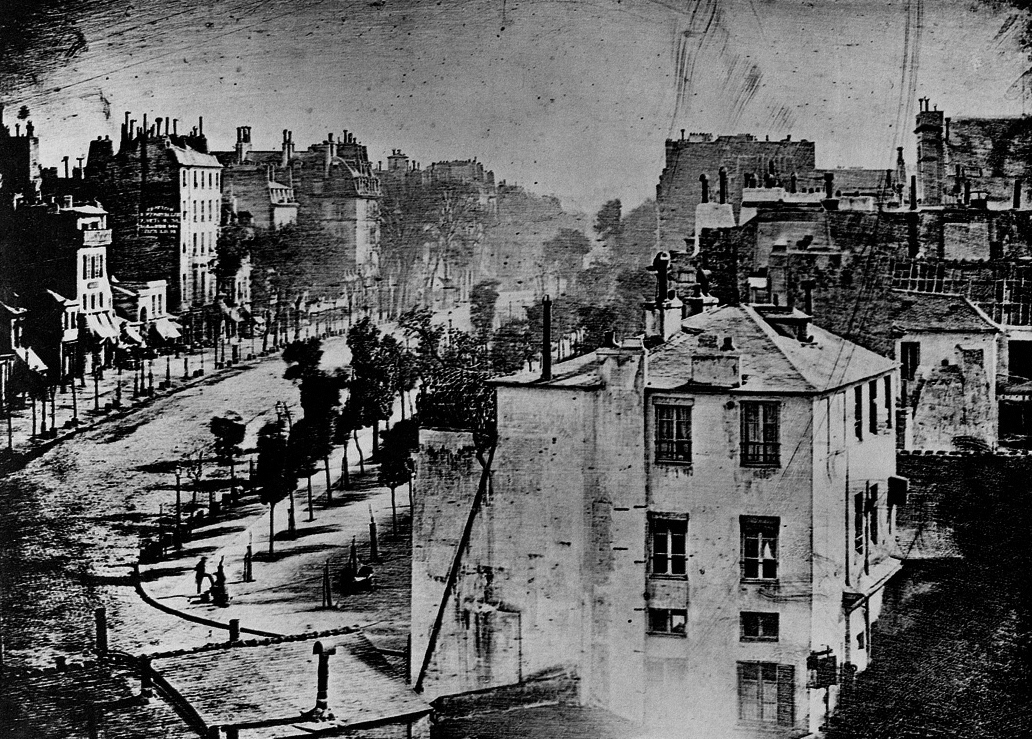
První snímek s člověkem, Louis Daguerre, 1838 nebo 1839

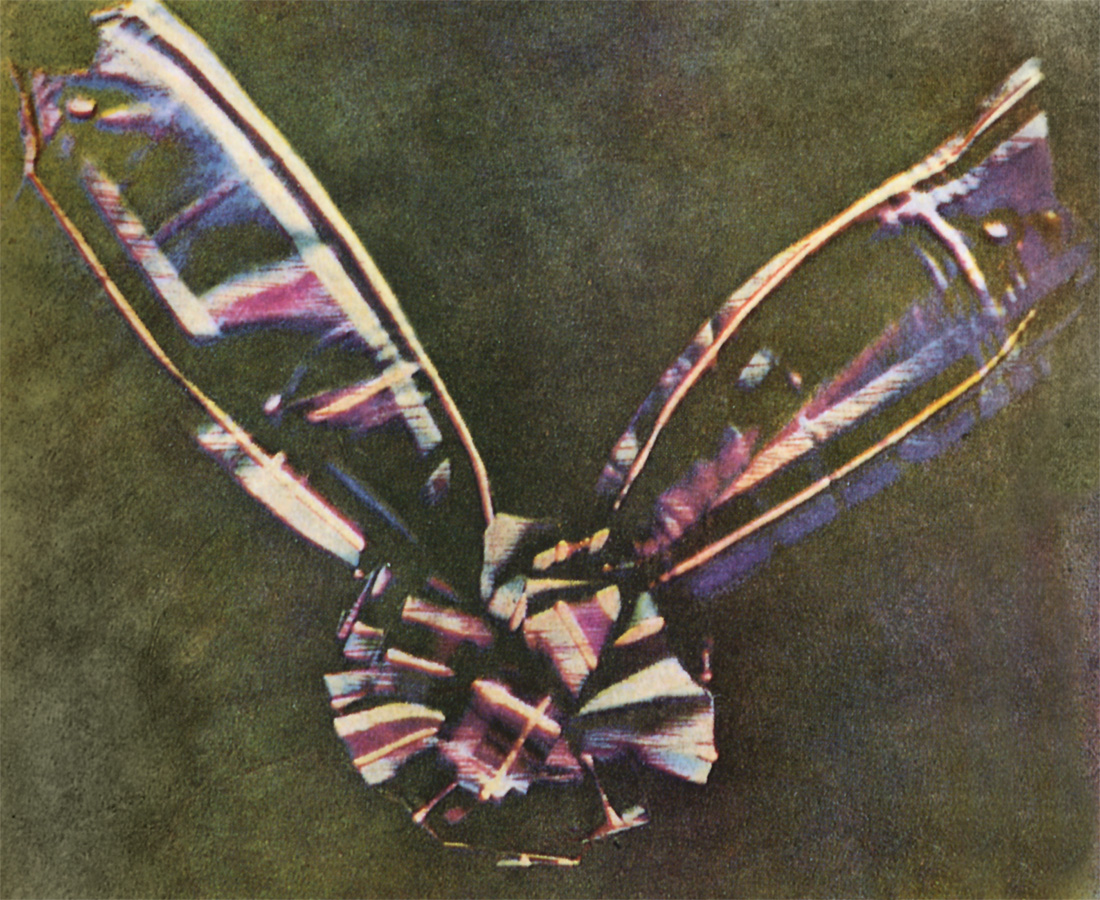
Stužka, první barevná fotografie, James Clerk Maxwell, 1861

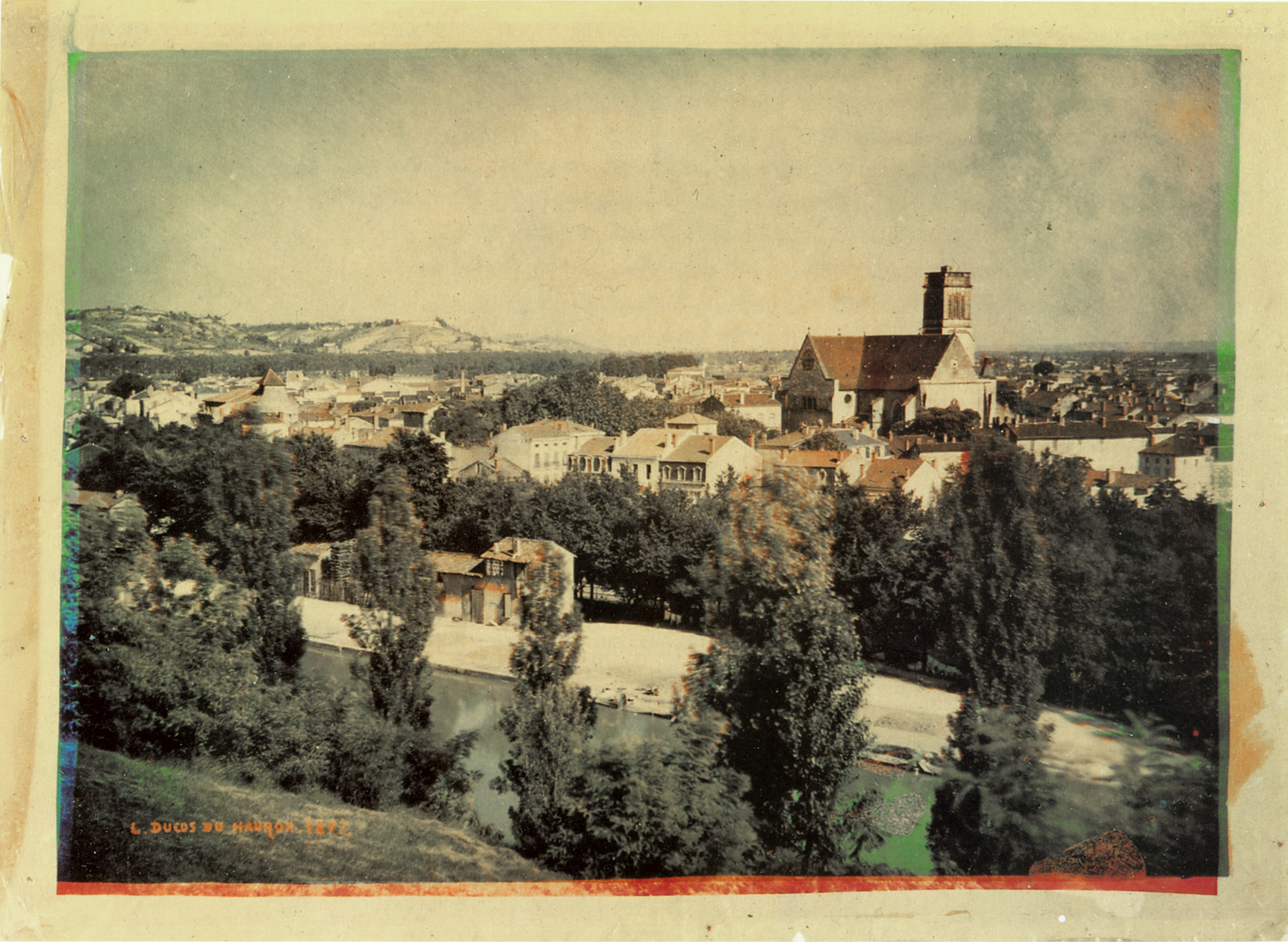
Foto z roku 1877, Louis Ducos du Hauron, francouzský pionýr barevné fotografie; je vidět, jak se překrývají jednotlivé pigmenty žluté, červené a azurové v systému subtraktivních barev

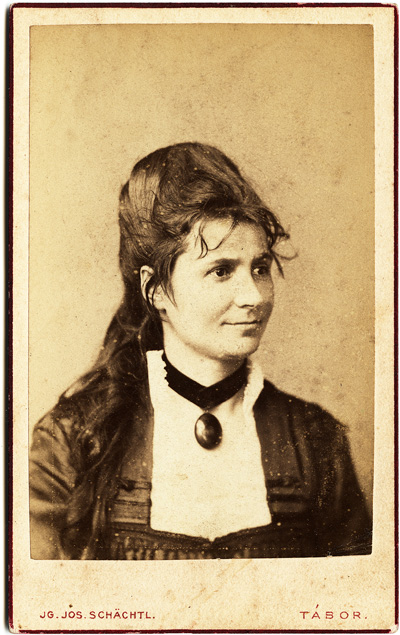
Fotografická vizitka s potiskem na přední straně, Kateřina Šechtlová, kolem roku 1877, autor: Ignác Šechtl

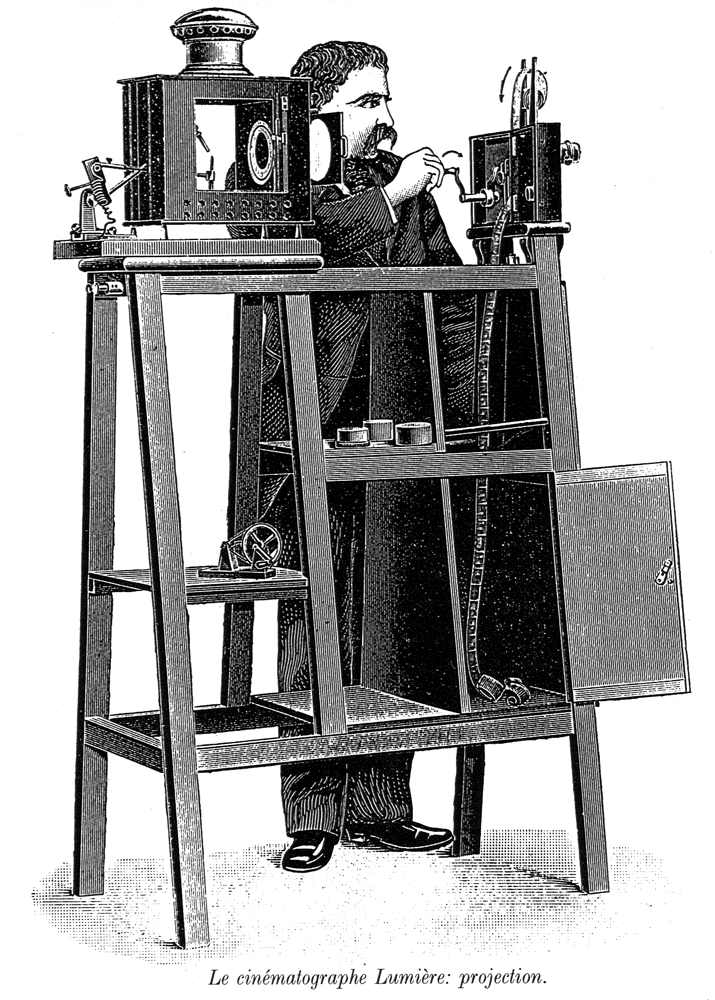
Kinematograf bratří Lumièrů při projekci

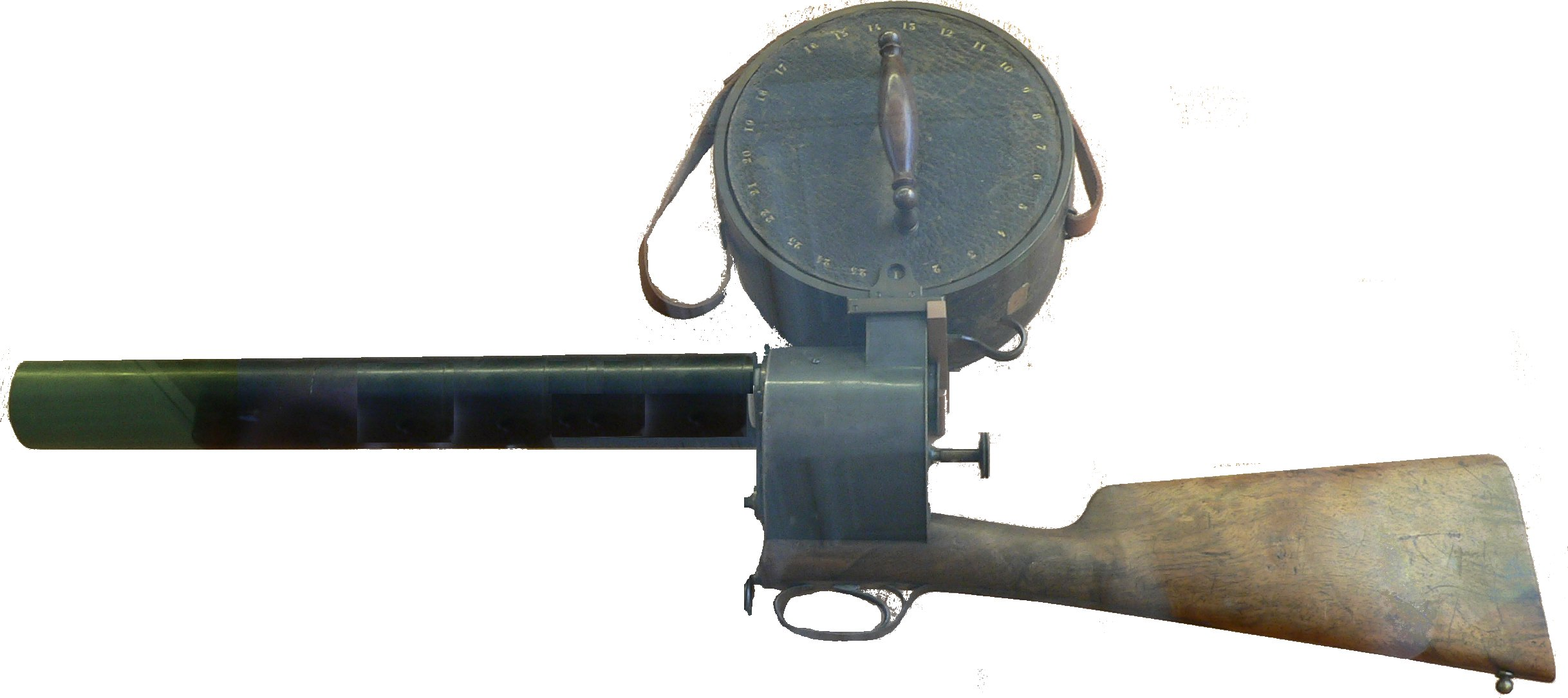
Mareyho fotografická puška z roku 1882

Chronologie fotografie. V tomto zevrubném přehledu jsou vzestupně seřazená důležitá data v historickém vývoji fotografie a kinematografie.

## Prvopočátky fotografických objevů
Pro vývoj bylo důležité objevení principů camery obscury, laterny magicy a položení optických a chemických základů fotografie.
- 5. století př. n. l. – čínský filozof Mo Ti popsal princip jevu, při kterém světlo procházející malým otvorem do temné místnosti vytvoří na protější stěně převrácený obraz předmětů před otvorem.[1][2]
- 350 př. n. l. – Aristoteles popsal ve svém díle princip camery obscury.
- 1020 – Arabský fyzik, matematik a filozof Muhammad ibn al-Hasan ibn al-Hajtham, známý jako Alhazen, se zabýval lomem a odrazem světla a čočkami. Používal přitom desku s dírkou, před kterou vyrovnal svíčky. Jejich obraz se promítal na druhé straně desky a Alhazen zakrýváním svíček zjistil, že obraz levé svíčky se promítne vpravo, z čehož odvodil, že světlo se šíří přímočaře. Arabové používali v astronomii při určování polohy Slunce nebo slunečních zatmění přístroj nazvaný později camera obscura.[1]
- 1457 – V katedrále ve Florencii nechal matematik a astronom Paolo Toscanelli vsadit do jednoho z oken bronzovou destičku s dírkou, kterou se promítal obraz Slunce na podlahu katedrály, kde byly značky s jejichž pomocí se určoval čas.[1]
- 1485 – Leonardo da Vinci popsal ve svém spisu Codex Atlanticus (na kterém pracoval v letech 1478–1519) praktické pokusy s využitím jevu, který nazval camera obscura čili temná místnost, a na jejich základě odvodil vztah mezi funkcí oka a perspektivou.[1]
- 1545 – V díle De Radio Astronomico et Geometrico holandský astronom Regnie Gemma Frisius uveřejnil první nákres camery obscury, s jejíž pomocí o rok dříve pozoroval zatmění Slunce.[1]
- 1550 – Girolam Cardan zabudoval do vstupního otvoru camery obscury skleněnou čočku a tím výrazně zjasnil přenášený obraz.[1]
  - Gemma Frisius vsadil čočku do vstupního otvoru camery obscury, aby zvýšil světelnost.
- 1558 – Neapolský vědec Giovanni Battista della Porta ve svém díle Magia Naturalis zveřejnil ucelený popis camery obscury. Pro obveselení promítal svým hostům obrazy herců na stěnu s takovým úspěchem, že ho inkvizice málem dostala na hranici.[1]
- 1568 – Giambattista della Porta vynalezl clonku ke zlepšení ostrosti kresby jednoduché spojné čočky.
- 1565 – Georg Fabricius objevil chlorid stříbrný.[1]
- 1568 – Daniel Barbaro zlepšil ostrost kresby jednoduché spojné čočky camery obscury zavedením clonky.[1]
- 1614 – Angelo Sála objevil, že dusičnan stříbrný v prášku po osvětlení Sluncem zčerná.[1]
- 1620 – Jan Kepler vyvinul přenosnou verzi camery obscury, která se stala vítanou pomůckou malířů krajin.[1]
- 1646 – Byla vynalezena laterna magica.
- 1685 – Johann Zahn popsal vliv čoček o různých ohniskových vzdálenostech na velikost promítnutého obrazu a využití matnice.[1]

V následujících desetiletích vznikaly různé modifikace camery obscury, podle účelu, kterému měly sloužit. Pro vědce, malíře nebo jako turistické atrakce. Vznikaly přístroje se systémem zrcadel pro nepřevrácený obraz, malé kapesní, velké umístěné na rozhlednách a majácích.

## 18. století
- 1725 nebo 1727 – Johann Heinrich Schulze smíchal směs křídy, zředěné kyseliny dusičné a dusičnanu stříbrného, směs na světle zfialověla. Zjistil tak, že soli stříbra jsou citlivé na světlo. Tento objev demonstroval veřejně pomocí láhve naplněné směsí vápna nasyceného roztokem dusičnanu stříbrného, na kterou umístil šablonu s vystřiženým písmenem a postavil ji na dobře osvětlené místo. Po určité době šablonu odstranil a ve směsi se na osvětlených místech objevilo příslušné písmeno.[1]
- 1729 – Chester Moore Hall vynalezl první achromát, kombinaci dvou skel s různými disperzními vlastnostmi.
- 1757 – John Dollond podložil teoreticky achromatizaci objektivu, průměr cca 8–10 cm.
  - Giacomo Battista Beccaria objevil citlivost chloridu stříbrného na světlo.[1]
- 1765 – 7. března se narodil Nicéphore Niépce, francouzský vynálezce, průkopník fotografie († 5. července 1833)
- 1771 – 14. května se narodil Thomas Wedgwood anglický vynálezce a průkopník fotografie († 10. července 1805).
- 1777 – Švédský chemik Carl Wilhelm Scheele objevil černání chloridu stříbrného UV paprsky. Při jeho vystavení světlu rozloženému hranolem na spektrum docházelo k rychlejšímu černání v oblasti modrých a fialových paprsků. Zjistil také, že zčernání chloridu stříbrného je způsobeno vyredukováním kovového stříbra.[1]
- 1792 – 7. března se narodil John Herschel, anglický matematik, vynálezce kyanotypie a astronom († 11. května 1871)
- 1798 – zjištěna citlivost některých sloučenin chromu na světlo.[1]

## 19. století
Byly položeny základy fotografické techniky – „vynález“ fotografie v dnešním pojetí.
- 1800 – 11. února se narodil William Henry Fox Talbot, anglický vynálezce fotografie a procesu talbotypie, autor prvního negativu († 1877).
- 1802 – Camera obscura byla použita k vykreslení obrazu.
  - Vznikly první obrazy vykreslené na papír nebo bílou kůži impregnovanou dusičnanem či chloridem stříbrným, které však ještě neuměli ustálit. Průkopníci jako Thomas Wedgwood nebo sir Humphry Davy dokázali zachytit listy rostlin a jiné plošné předměty. Obrazové siluety vzniklé po osvětlení však neuměli dlouhodobě zachovat a ty časem zčernaly nebo zmizely.[1]
- 1805 – 10. července zemřel Thomas Wedgwood anglický vynálezce a průkopník fotografie (nar. 14. května 1771).
- 1811 – Joseph Nicéphore Niepce (1765–1833) se společně s bratrem Claudem snažil objevit spolehlivou reprodukční techniku. Zabýval se novou metodou kamenotisku – litografií, vynalezenou českým hercem Aloisem Františkem Senefelderem.[1]
- 1813 – Niepce ponořil papír do roztoku chloridu sodného a pak ho propláchl v roztoku dusičnanu stříbrného, aby se vysrážel chlorid stříbrný. Poté, co ho exponoval, objevil se na papíru negativní obraz. Ovšem jen na krátko, protože bez ustálení proces pokračoval dokud celý papír nezčernal. Po tomto částečném neúspěchu začal Niepce experimentovat se zinkovými deskami potřenými rozpuštěným asfaltem, s cílem trvale zachytit obraz zprostředkovaný camerou obcsurou.[1]
- 1814 – Sir Humprey Davy objevil citlivost jodidu stříbrného na světlo.[1]
- 1816 – Nicéphore Niépce objevil citlivost na světlo u asfaltové vrstvy nanesené na kovovou desku. Konečně vyřešil problém s ustálením – využil vlastnosti přírodního asfaltu, který působením světla tvrdne a stává se nerozpustným v některých organických rozpouštědlech. Podařilo se mu tak obrazy zachytit, ustálit a vyleptat a zhotovil tak nejstarší heliogravuru. Promítal na desky prosvícené rytiny, ale dalšího praktického užití tato metoda neměla, protože citlivost byla malá a expozice na slunečním světle trvala osm hodin.
- 1819 – John Herschel zveřejnil proceduru na výrobu sirnatanu sodného (1839 jej použil Daguerre pro ustálení, rozpouštěl jím chlorid stříbrný).
  - Byla objevena schopnost thiosíranu sodného rozpouštět chlorid stříbrný.
- 1820 – Louis Jacques Mandé Daguerre (1787–1851), vyučený malíř divadelních dekorací, vytvořil a provozoval dioráma – kulisy složené z několika průsvitných pláten za sebou. Využíval přitom i camery obscury.
- 1822 – Nicéphore Niépce prováděl první fotografické pokusy, vytvořil první fotografii na kovu. Byla to první historicky doložená heliografie – kopie rytiny papeže Pia VII. (deska se však rozbila ještě za Niépcova života) a našel způsob, jak obraz získaný heliografií rozmnožit. Zhotovil kopii rytiny místo na skle na cínové nebo později měděné desce a kresbu na místech nechráněných asfaltem leptal do hloubky. Z takto získané tiskové formy mohl tisknout obrázky na papír. Tato tisková technika se nazývá heliogravura.[1]
  - Nicéphore Niépce vynalezl irisovou clonu – základní prvek fotoaparátu. Tato plynule proměnná clona funguje podobně jako duhovka oka (tedy iris).

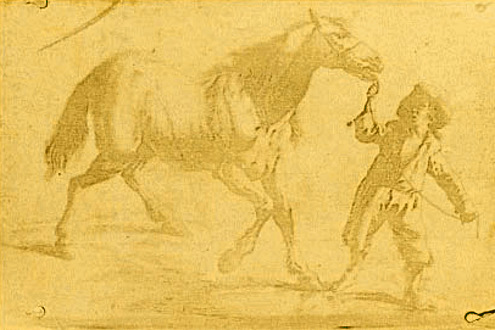
Nejstarší fotografie na světě s motivem mladého chlapce, který vede koně do stájí z roku 1825, autor: Nicéphore Niépce

- 1824 – Na pokusech zachytit obraz z camery obscury začal pracovat Louis Daguerre.[1]
- 1825 – Nicéphore Niépce pořídil nejstarší dochovanou fotografii na světě s motivem mladého chlapce, který vede koně do stájí.[3]
- 1826 – Nicéphore Niépce pořídil druhou ustálenou fotografii městské krajiny Pohled z okna v Le Gras pomocí citlivého asfaltu. Cínová fotografická deska se v kameře obskuře exponovala 8 hodin. Je to první dochovaná světlu odolná fotografie – přímý pozitiv.
- 1827 – Cestou za svým nemocným bratrem se Joseph Nicéphore Niepce zastavil v Paříži, kde se setkal s Daguerrem. Měl s sebou několik výsledků svých experimentů s heliografií. Navázal také přátelský vztah s botanikem Franzem Bauerem, pro kterého napsal krátké pojednání „Notice sur l'Heliographie“. Navštívil Královskou akademii a žádal finanční podporu pro své experimenty. Jeho žádost však byla zamítnuta, údajně proto, že odmítl společnosti prozradit detaily svého objevu.[1]
- 1829 – Korespondence mezi Niepcem a Daguerrem nabývala na intenzitě. Niepce pokračoval v experimentech se stříbrem, postříbřenými měděnými deskami a jódovými výpary a získal obrazy v relativně krátkém čase 30 minut. Chystal se uveřejnit kompletní popis heliografického postupu, ale Daguerre ho od tohoto kroku odradil.[1]
  - 5. prosince – čtyřiašedesátiletý Joseph Nicéphore Niepce a dvaačtyřicetiletý Louis Jacques Mandé Daguerre uzavřeli smlouvu o spolupráci a společném využití vynálezu, který nazvali heliografie (kreslení světem).
- 1832 – Charles Wheatstone zavedl geometrické základy stereoskopického vidění a závislosti disparace na vnímání hloubky. Zpočátku prováděl testy na kreslených obrázcích se stereoskopy vlastní konstrukce, využívající zrcátek a optických hranolů, později pokračoval v testech s fotografií. Dokázal, že pokud jsou obrazy pro obě oči stejné, jeví se ploché a hloubku získají pokud obsahují paralaxu.[1]
- 1833 5. července – V sedm hodin večer Josef Nicephore Niepce náhle zemřel ve svém domě v Saint Loup de Varennes. V okamžiku jeho smrti nebyl žádný z jeho objevů a vynálezů v oblasti fotografie oficiálně uznaný.[1]
- 1834 – William Fox Talbot začal pracovat na kopírování, podařila se mu stálá fotografie jeho vlastním procesem talbotypie. Snažil se trvale uchovat obrazy z cest po Itálii a experimentoval s přístroji camera obscura a camera lucida. Použil obyčejný dopisní papír, který natřel slabým roztokem soli a usušil, poté natřel slabým roztokem dusičnanu stříbrného a opět usušil, čímž vznikla vrstvička chloridu stříbrného. Na takto připravený papír pokládal různé neprůhledné předměty a papír asi půl hodiny ozařoval slunečními paprsky a poté ustálil v silném roztoku kuchyňské soli a později ferrokyanidu draselného a ještě později thiosíranu sodného. Vzniklé negativy nazval sciagrafy – kresbami stínu.[1]
- 1835 – V srpnu William Fox Talbot pořídil první negativ na světě. Jednalo se o snímek Arkýřové okno v Lacock Abbey. Vznikl princip negativ – pozitiv. Pokryl negativ tenkou vrstvou vosku a prosvítil na papír upravený stejným postupem. Tím získal pozitiv. Snímky pořízené touto cestou sice nebyly příliš kvalitní, ale byly prvním krokem ke svitkovým filmům a kinofilmům.[1]
  - Charles Wheatstone zkonstruoval přístroj pro pozorování stereoskopických dvojic kreslených obrazů.[1]
- 1837 – Daguerre pořídil první portrétní daguerrotypii (5,8 × 4,5 cm), portrét naturalistického malíře a svého přítele Nicolase Hueta, v roce 1837 tedy dva roky před oficiálním uznáním objevu.[4]

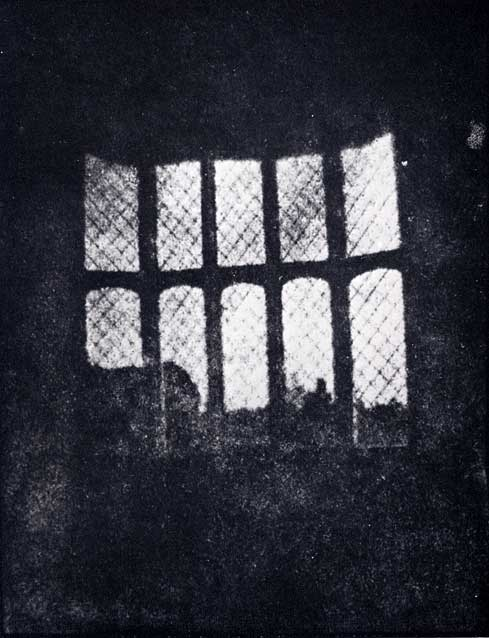
Arkýřové okno v Lacock Abbey – nejstarší negativ na světě, který pořídil William Fox Talbot v srpnu roku 1835, sbírka National Media Museum

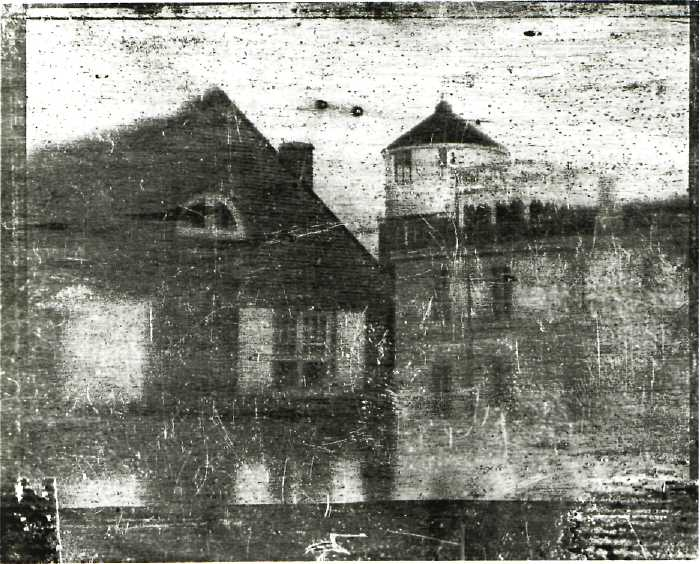
Joseph Saxton: Centrální střední škola ve Filadelfii, (anglicky: Philadelphia Central High School), daguerrotypie 25. září 1839; první fotografie pořízená v USA

- 1838 – Louis Daguerre vyfotografoval Boulevard du Temple na konci roku 1838 nebo začátkem 1839, což byla první fotografií člověka. Zobrazuje rušnou ulici, ale kvůli desetiminutové expozici jsou pohybující se objekty rozmazané. Výjimku tvoří muž, který si nechává čistit boty.
  - První stereoskop sestrojil anglický vynálezce Charles Wheatstone.[5][6]
- 1839 – 9. ledna patentovala Francouzská akademie věd vynález Louis Daguerra daguerrotypii. Obraz vznikl exponováním na postříbřenou destičku vystavenou účinkům jodových par, kterou vyvíjel v letech 1835–1837.
  - 24. června – Hippolyte Bayard uskutečnil první veřejnou výstavu fotografií na světě.
  - William Fox Talbot dokončil proces kopírování negativ/pozitiv, který se používá dodnes v moderní fotografii. Označil jej jako kalotypie (fotogenické kreslení).
  - John Herschel předvedl sulfid sodný (v anglosaských zemích známý jako hypo, nebo sodium thiosulfate) jako ustalovač a udělal první negativ na skle.
  - Mungo Ponton vynalezl chromový proces.
  - 25. září (někdy 16. října[7]) – Joseph Saxton pořídil první fotografii v USA. Zobrazuje Centrální střední školy ve Filadelfii, (anglicky: Philadelphia Central High School).[8][9]
  - říjen – Robert Cornelius se stal autorem jednoho z prvních portrétních snímků člověka a zároveň autoportrétu v historii fotografie. Vlastní portrét – daguerrotypii – pořídil před rodinným obchodem a je na ní středový čelní portrét muže se zkříženýma rukama a rozcuchanými vlasy.[9]

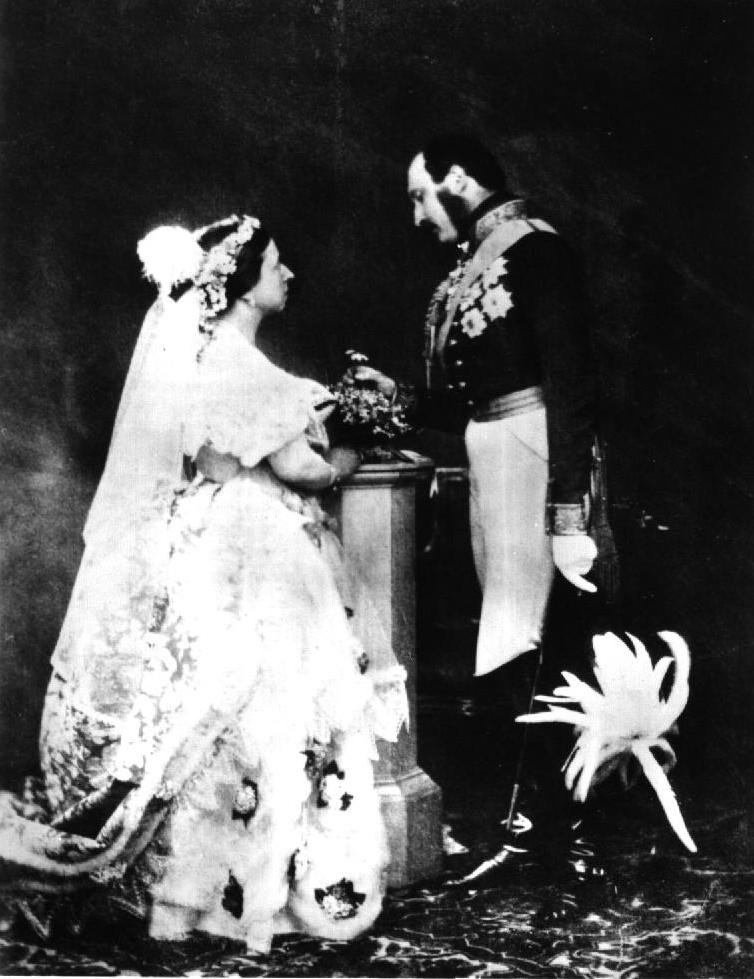
Jedna z prvních zaznamenaných svatebních fotografií – svatba královny Viktorie s princem Albertem 10. února 1840

- 1840 – 10. února vznikla jedna z prvních zaznamenaných svatebních fotografií – královny Viktorie s princem Albertem.
  - 24. února Hippolyte Bayard zveřejnil svůj vlastní fotografický proces známý jako přímý pozitivní tisk.
  - „začátek roku“ – Na střeše hlavní budovy New York University, v podmračený den, s 65vteřinovou expozicí pořídil nejstarší portrét ženy fotograf John William Draper. Na snímku byla jeho sestra Dorothy Catherine Draperová. Aby byl obraz jasnější, měla Dorothy svou tvář pokrytou vrstvou mouky.[10]
  - Byl objeven účinek bromu na zcitlivění.
  - Josef Maximilián Petzval vynalezl první počítaný objektiv a zredukoval čas expozice o 90 procent.
  - 18. října Hippolyte Bayard zveřejnil první zmanipulovanou fotografii, autoportrét Sbohem, krutý světe!.
  - Vznikla první astrofotografie, která je připisována Johnovi W. Draperovi, který vyfotografoval Měsíc.
  - březen – V USA byl otevřen první nejstarší portrétní fotografický ateliér fotografa Alexandra S. Walcotta.[11]
  - Ignác Florus Stašek pořídil nejstarší českou dochovanou fotografii (daguerrotypii) – poštu v Litomyšli.[12]

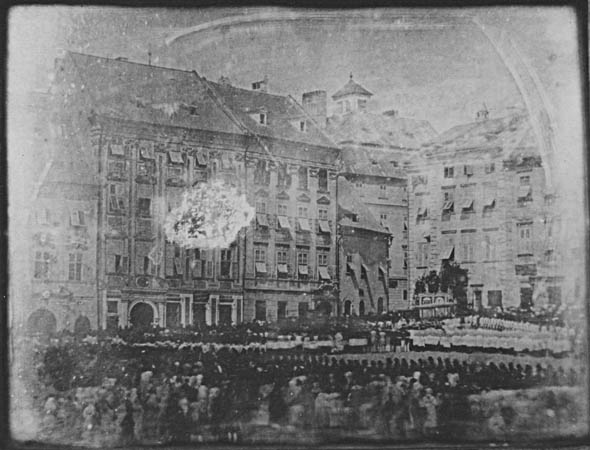
Bedřich Franz: Slavnost Božího těla na Zelném trhu v Brně, 10. června 1841, první snímek události v českých zemích a jeden z nejstarších svého druhu na světě, originál daguerrotypie je uložen v Muzeu města Brna

- 1841 10. června Bedřich Franz pořídil první českou reportážní daguerrotypii Slavnosti Božího těla na Zelném trhu v Brně.[14]
  - Talbot si nechal patentovat metodu kalotypie.[15]
  - Byl otevřen první evropský portrétní ateliér v Londýně; majitelem byl Richard Beard (1801–1885).[16]
  - Noël Marie Paymal Lerebours vystavil v Paříži 1500 portrétů v prvním komerčním ateliéru Francie.
- 1842 – John Herschel vynalezl kyanotypii[17] (a její variace, jako například zlatotisk), což je fotografická technika využívající fotocitlivosti železných solí, předchůdce blueprintu.
  - Vznikla jedna z prvních fotoreportáží, když Hermann Biow a Carl Ferdinand Stelzner dokumentovali velký požár v Hamburku.
- 1843 – John William Draper nasnímal první spektrogram Slunce.
  - 16. června – Rakouský vynálezce Joseph Puchberger podal patent na panoramatickou kameru v Rakousku pojmenovaný Ellipsen Daguerreotype.[18]
  - 4. března – V Paříži začal vycházet týdeník L'Illustration.
- 1844 – Brewster vynalezl stereoskop.
  - Talbot začal vydávat první fotografickou knihu na světě, kterou pojmenoval Tužka přírody.
- 1845 – duben – Léon Foucault a Armand Fizeau pořídili první fotografie Slunce. Na jejich daguerrotypii s průměrem 12 cm byly zcela jasné sluneční skvrny.
- 1846 – M. V. Lobethal pořídil první autoportrét fotografa, který inzeroval papírové fotografie a zároveň to byl první snímek fotoateliéru v českých zemích.
  - 17. listopadu – Německý průmyslník a optik Carl Zeiss si v Jeně otevřel dílnu na výrobu fotografických objektivů. Později z ní vznikla firma Carl Zeiss AG.

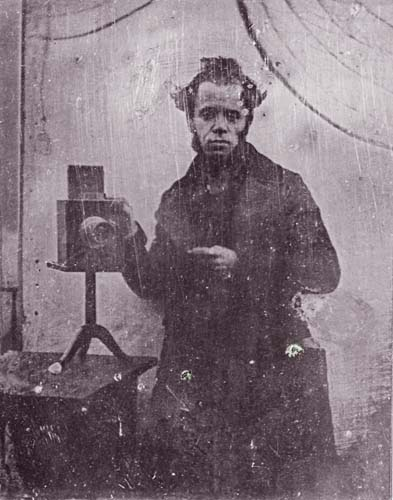
M. V. Lobethal, první autoportrét fotografa, který inzeroval papírové fotografie a zároveň první snímek fotoateliéru na českém území z roku 1846, sbírka Prácheňského muzea v Písku

- 1847 – Louis Désiré Blanquart-Evrard představil tisk na albuminový papír.
  - Niepce de St. Victor publikoval skleněné desky.
  - Angličan David Brewster vynalezl dvouokou stereokameru.
- 1849 – Le Graz zveřejnil mokrý kolodiový proces.
  - 11. prezident USA James K. Polk se stal prvním prezidentem v úřadu, který byl fotografován. Snímky byly pořízeny v newyorském ateliéru Mathewa Bradyho.
- 1850 – V observatoři Harvardovy univerzity pořídil astronom John Adams Whipple snímek první fixní hvězdy souhvězdí Vegy.
  - listopad – Levi Hill zveřejnil publikaci The Magic Buff, ve které tvrdil, že dokáže zaznamenat modrou, červenou, fialovou a oranžovou barvu na jednu desku.[19] Jako důkaz předložil snímek pořízený metodou nazvanou hillotypie.
  - Louis Désiré Blanquart-Evrard vynalezl fotografický proces albuminového tisku.[20]
- 1851 – Frederick Scott Archer uvedl svůj kolodiový proces.[21]
  - Prosper Mérimée založil misi Missions Héliographiques, jejímž úkolem bylo pořízení fotografií historické francouzské architektury.
  - 28. července – Proběhlo první zatmění Slunce, které mohlo být fotografováno. Bylo viditelné v Kanadě, Grónsku, na Islandu a v severní Evropě.
  - 6. září – Louis Désiré Blanquart-Evrard ukládá první fotografie své produkce v Francouzské národní knihovně a napodobuje tak rytce.
- 1853 – Ve Velké Británii byla založena Královská fotografická společnost, aby propagovala umění a vědu fotografie.
  - 1853 – Francouzský fotograf Adolphe-Alexandre Martin popsal vynález procesu ferrotypie.
- 1854 – André-Adolphe-Eugène Disdéri zavedl takzvané carte de visite („vizitky“). Disdéri vyrobil rotační fotoaparát, který uměl udělat osm různých obrázků na jedno políčko negativu. Po vytištění na albumenový papír byly obrázky rozstřiženy na malé portréty, nalepeny na karton a používány jako navštívenky.
  - Alexander Parkes poprvé patentoval celuloid jako vodě odolný materiál pro tkané textilie.
  - 15. listopadu – v Paříži vznikla fotografická společnost Société française de photographie. Založili ji Hippolyte Bayard, Alexandre Edmond Becquerel, Eugène Durieu, Edmond Fierlants, Jean-Baptiste Louis Gros, Gustave Le Gray, Henri Victor Regnault ad.
- 1855 – 2. května M. Gannier patentoval kolorování fotografií.[22]
  - 23. května – M. Janin patentoval zařízení k naklánění objektivu pro portrétní fotografii.[22]
- 1856 – 13. května Alexander Parkes patentoval citlivé desky a filmy pro přímé zhotovení pozitivů.[22]
  - Rakouský fotograf Andreas Groll pořídil vůbec nejstarší fotografie Prahy a dalších českých měst.
  - Adolphe Braun vydal knihu, která obsahovala 288 fotografií Virginie Oldoiniové, hraběnky Castiglione, toskánské šlechtičny ze soudního dvoru Napoleona III. Fotografie ji zobrazovaly v jejích oficiálních soudních šatech, které se považují za první módní fotografie.[23]
- 1857 – James Clerk Maxwell položil základy teorie barevné fotografie.
  - Oscar Gustave Rejlander pořídil alegorickou fotomontáž Dva způsoby života.
- 1858 – vzduchoplavec a fotograf Nadar pořídil po prvních pokusech ve Francii první fotografie z balónu.[24] Začala se psát historie fotografie ze vzduchu.
  - 28. září – britský fotograf William Usherwood byl první, kdo pořídil fotografii komety. Následující noc americký astronom William Cranch Bond také vyfotografoval kometu Donati.
  - Anglický fotograf Robert Jefferson Bingham vytvořil první fotografický katalog raisonné, zachycující díla francouzského malíře Paula Delarocheho (Oeuvre de Paul Delaroche, reproduit en photographie par Bingham, accompagné d'une notice sur la vie et les oeuvres de Paul Delaroche), nakladatelství Goupil & Cie v Paříži.[25]
  - Lewis Carroll pořídil fotografii Alice Liddell jako malá žebračka.[26]
- 1859 – Bylo objeveno umělé osvětlení na bázi hořčíku.
- 1860 – 13. října – James Wallace Black pořídil první úspěšné fotografie ze vzduchu ve Spojených státech ve spolupráci s balónovým plavcem Samuelem A. Kingem v Kingově horkovzdušném balónu Královna vzduchu. Vyfotografoval Boston z výšky 400m na 8 skleněných deskových negativů. Jeden z dobrých snímků nazval Boston, jak ho vidí orel a divoká husa. Byl to vůbec první snímek města ze vzduchu.
  - Nadar pořídil portrét mladé a ještě neznámé herečky Sarah Bernhardtové.
  - Francouz Gustave Le Gray dokumentoval Expedici tisíce přes Sicílii během hnutí za svobodu Risorgimento v Itálii a také vytvořil několik portrétů vojevůdce Giuseppe Garibaldiho a jeho generálů.
- 1861 – 17. května – Světlo světa spatřila první barevná fotografie Stužka Jamese Maxwella, aditivní metodou promítnutý obraz tartanové stuhy.[27][28]
  - Bratři Louis-Auguste Bisson a Auguste-Rosalie Bisson (1826–1900) pořídili první fotografie na vrcholu Mont Blancu. Putovalo s nimi pětadvacet nosičů technického vybavení, museli nahoru dopravit celou temnou komoru včetně kamínek na rozehřátí sněhu, vše okolo 250 kg. Fotografie byly provedeny s využitím kolodiového procesu na velkoformátové negativy, často až 30 × 40 cm.[29]
  - Únor – Hilda Sjölin otevřela v Malmö fotografické studio, čímž se stala jednou z prvních známých švédských profesionálních fotografek.
  - 22. března – v Rakouské akademii věd ve Vídni byla založena Photographische Gesellschaft (Fotografická společnost), první sdružení fotografů v Rakousku.
  - 12. dubna vypukla Americká občanská válka a byla jednou z prvních válek, která byla fotograficky dokumentována. Mathew B. Brady, Alexandr Gardner a Timothy H. O'Sullivan se stali prvními fotografickými válečnými korespondenty, kteří fotografovali velmi blízko bojiště.
- 1862 – Louis Ducos du Hauron publikoval první studie o barevném fotografickém procesu. Současně vyvíjel vhodné procesy Charles Cros. Avšak pouze du Hauron mohl následně prokázat praktický postup. Osvítil bromostříbrnou kolodiovou desku výtažkovými filtry a zhotovil tak diapozitivy zabarvené do červena, modra a žluta. Tyto tři části pak musely být k získání konečné fotografie zcela přesně položeny přes sebe. Metody obou vynálezců byly založeny na principu tříbarevnosti.
  - Mathew B. Brady uspořádal ve své newyorské galerii výstavu fotografií Bitvy o Antietam. Pod názvem Mrtvý Antietam byly poprvé vystaveny drastické obrazy padlých vojáků. Bradyho zvyk uvádět snímky svých zaměstnanců pouze pod jeho jménem vedl k přerušení spolupráce s bratry Jamesem a Alexandrem Gardnerem a Timothym H. O'Sullivanem, kteří se na konci roku vydali vlastní cestou.
  - Charles Marville byl jmenován oficiálním fotografem města Paříž.
- 1863 – Jakub Husník vynalezl způsob dvoutónových fotografií.
  - Henry Draper v létě pořídil 1 500 fotografií povrchu Měsíce.
  - Julia Margaret Cameronová začala fotografovat.
  - 15. července – V Praze na Újezdě otevřel významný český fotograf Jindřich Eckert svůj první portrétní ateliér.
  - John Thomas v roce 1863 začal pořizovat carte de visite velšských ministrů a chystal se je prodávat. Uvědomil si, že tehdejší módní carte de visite obsahovaly portréty dobře známých lidí, ale jen málokdo z nich byl z Walesu.
  - Samuel Bourne a Charles Shepherd ve městě Šimla založili fotografické studio Bourne & Shepherd.[30][31][32] Později téhož roku založili druhou pobočku v Kalkatě.[33]
  - Vikomtesa Clementina Hawarden (tvořila 1857–1865) poprvé vystavovala na výroční výstavě Fotografické společnosti v Londýně v lednu 1863 a členkou Společnosti byla zvolena v březnu následujícího roku.
- 1864 – David Wilkie Wynfield se pokoušel napodobovat malířské efekty starých mistrů, jako byl například Tizian, s použitím nového média.[34] Výběr fotografií byl zveřejněn v roce 1864 v knize s názvem Studio: Soubor fotografických portrétů žijících umělců, který byl pořízen amatérem ve stylu starých mistrů.
  - 30. prosince – Julia Margaret Cameronová poslala Johnu Herschelovi album svých prvních fotografií včetně jeho slavného portrétu.

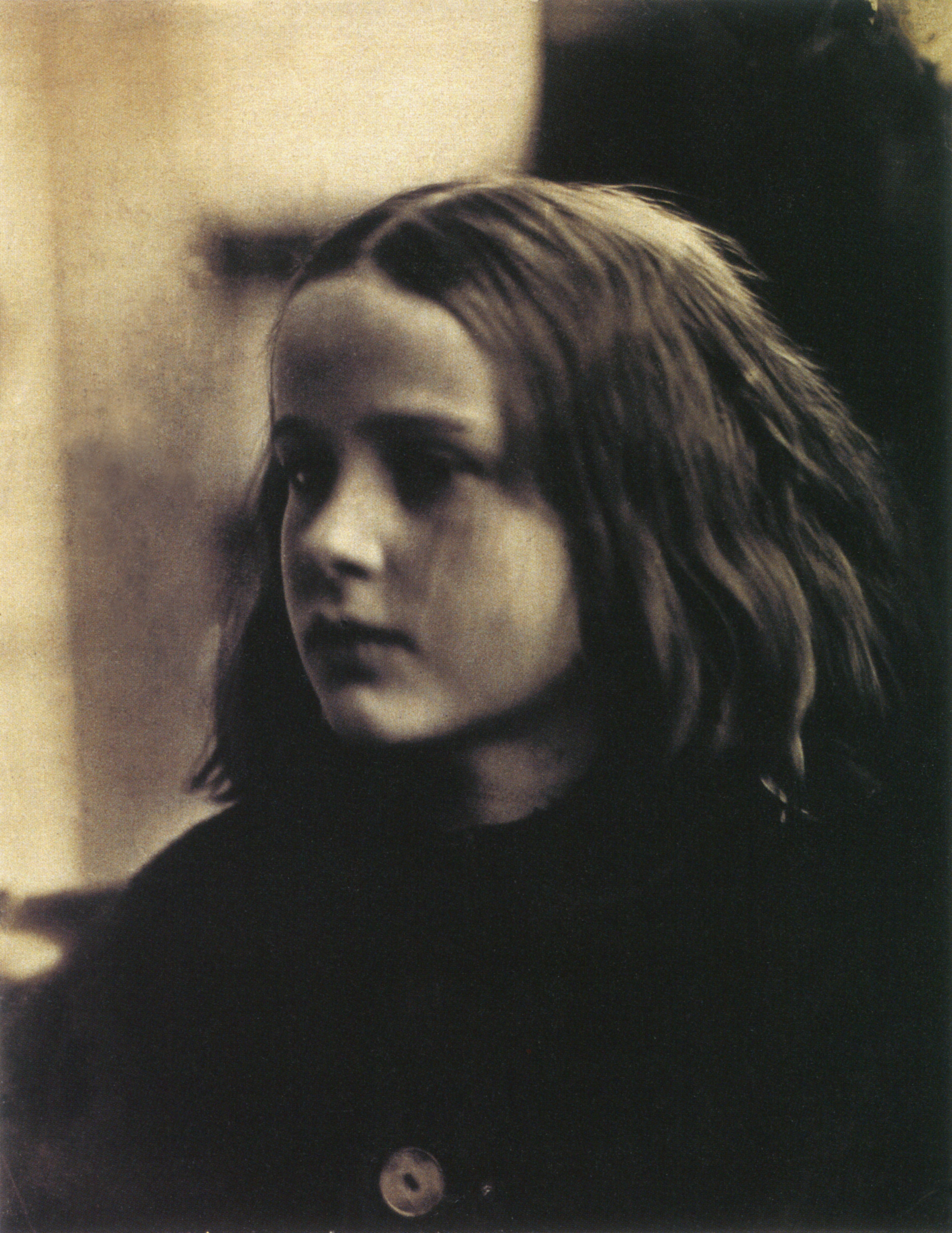
29. ledna 1864: Annie, my first success, první úspěšný výtisk Julie Margarety Cameronové
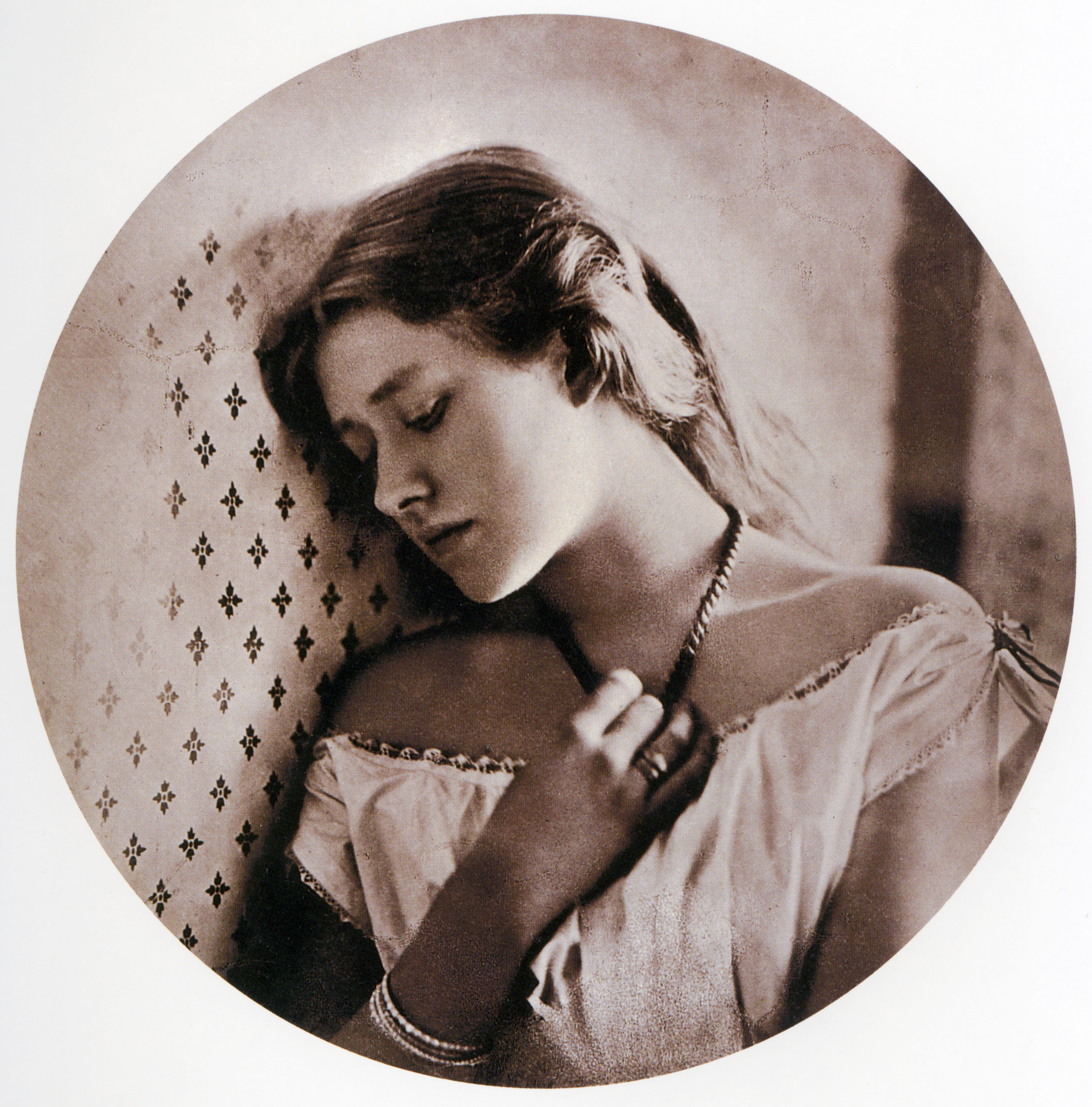
Julia Margaret Cameronová: Sadness, portrét Ellen Terry, 1864

- 1865 – 21. července – Lewis Carroll fotografoval Effie Gray Millais, malíře Johna Everetta Millaise a jejich dcery Effie a Mary na adrese 7 Cromwell Place v Londýně.
  - Alexandr Gardner pořídil portrét Abrahama Lincolna na prasklém sklíčku, který je všeobecně považován za poslední Lincolnovu fotografii před jeho smrtí. Byla exponována v Gardnerově studiu 10. dubna 1865 a prezident byl zabit o 5 dní později.
- 1866 – Sanchez vynalezl aplanát.
  - 9. května – D. C. Dallas patentoval dallasotypii, fotomechanickou reprodukční techniku.[22]
  - Julia Margaret Cameronová pořídila fotografie The Mountain Nymph Sweet Liberty a sérii hlav v životní velikosti.
- 1867 – Světová výstava 1867
  - Julia Margaret Cameronová pořídila fotografii skotského spisovatele a historika s názvem Thomas Carlyle jako Michelangelova socha[35] a několik portrétů své neteře Profily Julie Jacksonové.
  - Josef Böttinger v roce 1867 založil ateliér v Plzni, kde fotografoval portréty, lidové zvyky i události.[36]
  - Francouzský fotograf Félix Bonfils, aktivní na Blízkém východě, založil fotoateliér Maison Bonfils v Bejrútu.
- 1868 – Louis Ducos du Hauron patentoval ve fotografii metodu subtraktivního barevného systému a položil základy barevné fotografie.
  - John Robert Parsons pro malíře Dante Gabriela Rossettiho fotografoval jeho múzu a modelku Jane Morris.[37]

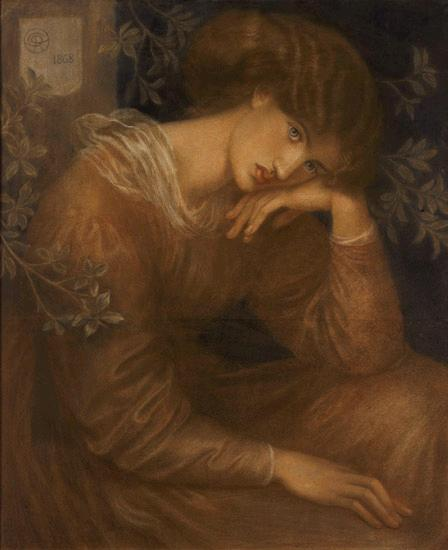
Dante Gabriel Rossetti: Reverie, modelka Jane Morris (Jane Burden)
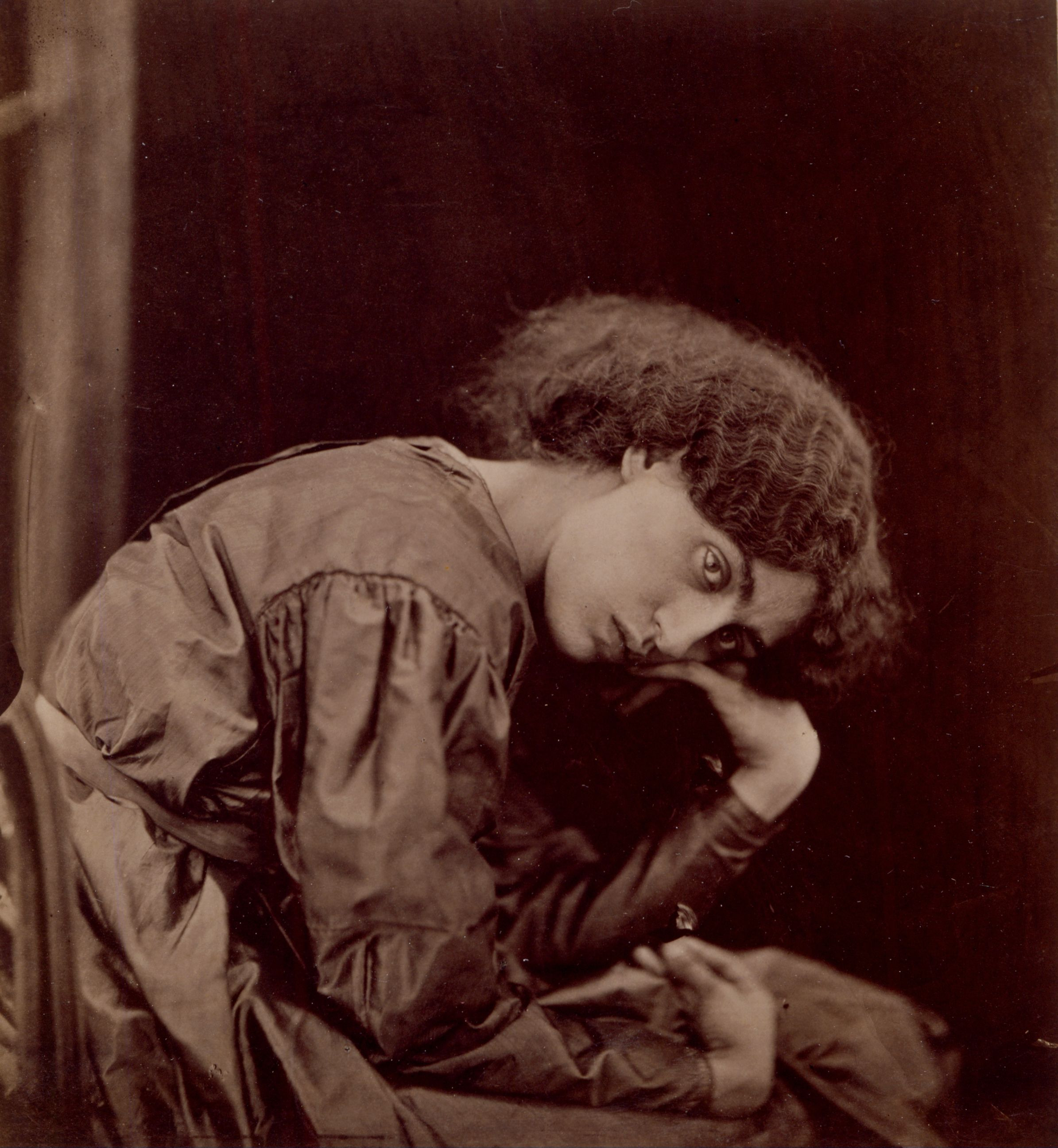
Parsonsova fotografie Jane Morrisové, 1868

- 1869 – Andrej Osipovič Karelin v roce 1869 otevřel fotografický ateliér s názvem Fotografie a malba (Фотография и живопись), který se vyznačoval tím, že byl velmi dlouhý. V něm pomocí objektivů s dlouhou ohniskovou vzdáleností portrétoval sedící osoby z velkého odstupu tak, aby nedocházelo k perspektivnímu zkreslení postavy.[38]

- 1870 – Julia Margaret Cameronová pořídila sérii portrétů Beatrice Cenci.
- 1871 – Richard Leach Maddox vynalezl suché želatinové desky.
  - Komunardi se nechali fotografovat u barikád. Na základě snímků byli někteří z nich identifikováni a potrestáni.
  - Vznikl fotografický portrét Arthura Rimbauda od fotografa Étienna Carjata (1828–1906), který je nejvíce všeobecně známým obrazem básníka z Charleville. Charakteristický portrét získal ikonický status, velmi často se opakuje a používá jako symbol poezie, mladosti, revoluce a romantiky.
  - 16. května Charles Breese patentoval skleněné obrázky pro stereoskopy.[22]
- 1872 – Henry Draper pořídil první spektrum fixní hvězdy – souhvězdí Vegy.
- 1873 – Eadweard Muybridge fotografoval první snímky pohybových motivů.
  - William Willis patentoval proces platinotisku,[39] ale proces byl nepříliš dokonalý a přitahoval malý zájem. Jeho použitelná verze vznikla až v roce 1879.
  - Lewis Carroll pořídil snímek, na které je Xie Kitchinová jako obchodnice s čajem.
- 1874 – 15. dubna – 15. května – V Paříži vystavovalo své dílo třicet malířů ve studiu fotografa Nadara. Byl mezi nimi také Monetův obraz Imprese, východ slunce. Na základě této výstavy vznikl článek nazvaný L'exposition des Impressionistes, který dal novému uměleckému hnutí Impresionismus jeho jméno.
  - Uspořádání Peintures noires ve vile Quinta del Sordo, domovu Goyji, je známé z velké části díky fotografickému katalogu, který pořídil Jean Laurent in situ kolem roku 1874 na základě objednávky, kvůli očekávání zhroucení domu. Díky němu je známo, že obrazy byly rámovány klasicistními tapetami, stejně jako dveře, okna a vlys na obloze.

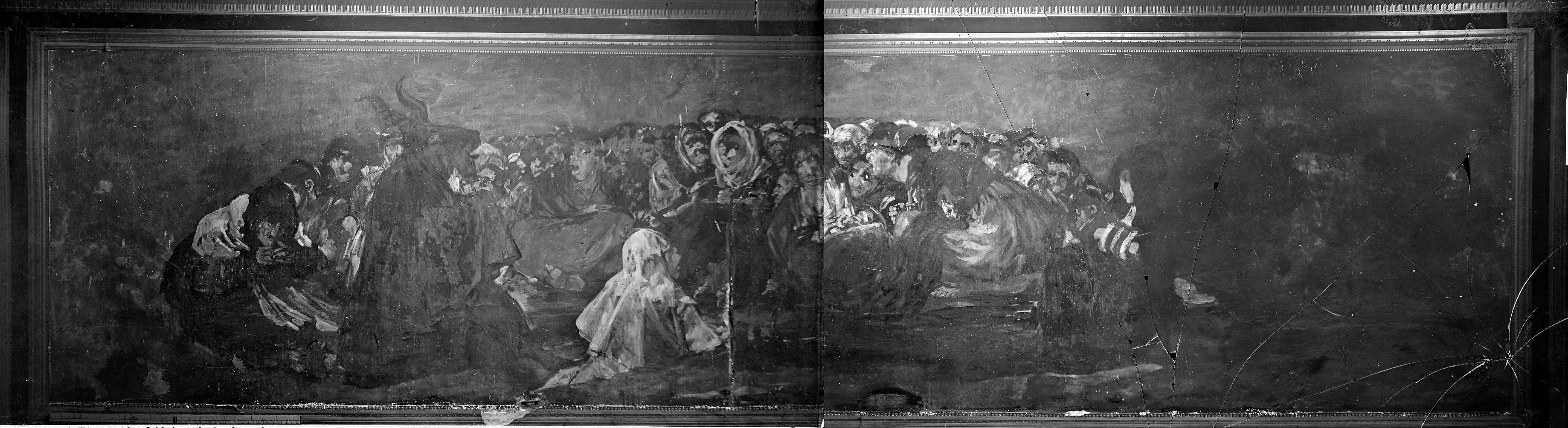
Fotografie El aquelarre Jeana Laurenta (1874), původní stav jedné ze zdí vily Quinta del Sordo od Francisca de Goyji. Fotomontáž vytvořená ze dvou negativů, které jsou v současné době uchovávány ve Španělském institutu kulturního dědictví.

- 1875 – na podnět Pierra Janssena byla založena observatoř v Meudonu u Paříže, ze které se systematicky fotografovalo Slunce.
  - Julia Margaret Cameronová pořídila fotografii So like a shatter'd column lay the King'; the Passing of Arthur.[40]
- 1876 – Ferdinand Hurter a Vero Charles Driffield začali systematicky pozorovat vlastnosti a určovali charakteristické citlivosti fotografické emulze – položili základy denzitometrie a senzitometrie (1890).
  - Od tohoto roku se na podnět Pierra Janssena z observatoře v Meudonu u Paříže provádělo systematické fotografování Slunce a album 6000 fotografií vyšlo roku 1904.

Vysokorychlostní fotografie, Eadweard Muybridge, 1878

- 1878 – Eadweard Muybridge předvedl fotografie běžícího koně klusajícího ve velké rychlosti, použil systém trip-wire.
  - 14. května O. Sarony a J. R. Johnson patentovali stroj na výrobu citlivých papírů s želatinovou vrstvou.[22][41]

Zoopraxiskop je vynález Eadwearda Muybridgeho, simulace otáčení kotoučku, 1879

- 1879 – Karel Klíč ve Vídni objevil heliogravuru.
  - Eadweard Muybridge vynalezl zoopraxiskop, první promítačku pohyblivých obrázků.[42]
  - Francouzský policejní důstojník Alphonse Bertillon vyvinul obrazové standardy a systém frontálně-profilových fotografií, jejichž hlavním cílem byla věrnost skutečnosti. Založil antropometrii a použil ji poprvé pro identifikaci pachatelů.
  - Neznámý autor pořídil fotografii pistolníka jménem Billy the Kid (buď na konci roku 1879 nebo začátkem roku 1880). Ferrotypie byla v červnu 2011 v aukci Brian Lebel's Old West Show & Auction prodána za 2 300 000 amerických dolarů.[43] Snímek se tak zařadil na první příčky v seznamu nejdražších fotografií.
- 1880 – William de Wiveleslie Abney použil poprvé hydrochinon k vyvolávání.
  - 4. března vytiskly noviny Daily Graphic první fotografii vytištěnou polotónovou technikou.
- 1881 – Eder použil první vyvolávací papíry.
- 1882 – Edwards vynalezl štěrbinovou závěrku pro jedinou expoziční dobu.
  - Étienne-Jules Marey vynalezl fotografickou pušku.
- 1883 – 3. března se narodil František Drtikol, fotograf, grafik a malíř († 13. ledna 1961)
- 1884 – 14. října si George Eastman nechal patentovat papírový svitkový film. Po třech letech experimentování s britskou želatinovou emulzí v roce 1884 patentoval v Británii a v USA fotografické médium, které nahradilo křehké skleněné tabule emulzí potaženou na svitku papíru. Tento vynález umožnil větší rozvoj a rozšíření fotografie.[44]
  - Jedny z prvních fotografií s umělým osvětlením v podzemí pořídil na skleněné desky americký fotograf George Bretz v uhelném dolu Kohinoor v městečku Shenandoah v Pensylvánii.[45]
- 1885 – 15. ledna pořídil Wilson Bentley první fotografii sněhové vločky na sametu.[46]
  - 5. května – E. Himly patentoval elektrické osvětlovací zařízení pro fotoateliéry.[22]
  - 20. listopadu – pražský hvězdář uherského původu Ladislav Weinek jako první na světě vyfotografoval meteor.
  - V Berlíně vznikl první světový institut pro fotogrammetrickou dokumentaci kulturních památek, který mezi lety 1885 a 1920 zdokumentoval asi 2 600 kulturních památek na přibližně 20 000 obrazů na skleněných deskách.
- 1886 – Peter Henry Emerson vydal svou první fotografickou knihu Life and Landscape on the Norfolk Broads.
  - Přibližně v roce 1886 se Félix Nadar a jeho syn Paul rozhodli ke společnému dílu s názvem Rozhovor pana Nadara s panem Chevreulem v den jeho stých narozenin. Jednalo se o rozhovor s lékárníkem M. E. Chevreulem (101 let), který vedl Nadar-otec a fotografoval Paul. Soubor fotografií,[47] který se ve stejném roce objevil v časopise L'Illustration, je považován za průkopnickou práci v historii vývoje fotografické reportáže a první foto-rozhovor.[48]

- 1887 – 2. května Hannibal Goodwin přihlásil patent na celuloidový svitkový film. Patent mu však nebyl uznán až do 13. září 1898.[49] V tomto období se soudil o práva se společností Eastman Kodak.
  - Edward Bausch vynalezl centrální závěrku.[50]
  - Gabriel Lippmann vynalezl „metodu reprodukce barevné fotografie založené na interferenci“.
  - Byl vynalezen bleskový prášek.
  - Jakub Husník obdržel patent na klihotypii.
  - Fotograf a vynálezce Eadweard Muybridge zveřejnil 781 světlotisků pod názvem Animal Locomotion a The Human Figure in Motion. Tyto sekvence fotografií pořízených ve zlomcích sekundy od sebe zachycují obrazy různých zvířat a lidí při různých akcích.
- 1888 – První svitkový film.
  - M. Andresen vynalezl parafenylendiamin, látku pro jemnozrnnou černobílou vývojku.[51][52]
  - 4. září – George Eastman obdržel americký patent #388850 na svou skříňovou kameru (anglicky box camera) – první komerčně úspěšnou skříňovou kameru pro svitkový film. Eastman si také zaregistroval ochrannou známku Kodak.[53] Eastman vymyslel název Kodak se svou matkou jako přesmyčku. Použil pro vytvoření jména tři hlavní pilíře: musí být krátké, nemůže být zkomolené (špatně vyslovené), nemůže připomínat něco jiného, nebo být spojováno s něčím jiným než samo sebe.[54]
  - Byl masově inzerován Kodak Brownie – N°1 box camera. První „easy-to-use“ fotoaparát byl lehký a levný.
  - Jakub Husník začal průmyslově aplikovat další svůj vynález – tisk vodoznaků.
  - Arthur Batut v Labruguière ve Francii pořídil první letecké fotografie z draka.[55][56]
  - Amedee Denisse vyvinul v roce 1888 raketu s kamerou a padákem, vznikla tak první „raketová fotografie“.
  - Fotograf Ottomar Anschütz patentoval závěrku, která leží před obrazovou rovinou.
- 1889 – Proběhl experiment na univerzitě v Petrohradě, při kterém šéf ruského balónového armádního sboru Alexandr Kovanko pořídil letecké snímky z balónu a poslal kolodiové filmové negativy na zem holubí poštou.[57]
  - Edward Livingston Wilson (1838–1903) v New Yorku od roku 1889 vydával časopis Wilson's Photographic Magazine.
  - Světová výstava 1889 – medaili obdržel francouzský fotograf Eugène Pirou a francouzský fotograf působící v Alžírsku Auguste Maure. Vynálezce Ernest Enjalbert představil první plně funkční fotografický automat (francouzský patent č. 196451 ze 4. března 1889).[58] Zlatou medaili za objev využití hořčíku v zábleskovývh lampách získal Paul Boyer.
- 1890 – Rudolph předvedl anastigmat.
  - 25. června byla při koňských dostizích v New Jersey pořízena první známá cílová fotografie.[59]
  - 20. května J. Hines a A. Howell patentovali automat na výrobu snímků.[22]
  - J.B.B. Wellington pořídil snímek Eventide.
  - Jacob Riis, pionýr novinářské fotografie, vydal publikaci How the Other Half Lives.
- 1891 – Andresen zavedl do praxe paraaminofenol (dnes známý jako rodinal).
  - Jubilejní zemská výstava v Praze 1891
  - Thomas Edison patentoval kinetoskop, vznikly první pohyblivé obrázky.
  - Samuel N. Turner umožnil zakládat filmy na světle; film opatřil ochranným papírem.[60]
  - Louis Ducos du Hauron patentoval princip anaglyfických brýlí.[61]
  - Byl uveden první fotografický přístroj s výměnnými objektivy.
  - Časopis L'Illustration se stal prvním francouzským magazínem, který publikoval černobílou fotografii.[62]

- 1892 – Byla zavedena izolační vrstva pro snížení halace.
  - Ve Velké Británii byl založen fotografický spolek The Linked Ring.
  - Byla založena Fédération photographique de France (Francouzská fotografická federace), které předsedal Pierre Janssen.
  - Vznikla fotografická společnost Société havraise de photographie v Le Havre.
- 1893 – 30. května G. F. Wynne patentoval chemický „neomylný“ expozimetr.[22][63]
  - Světová výstava 1893 konaná v době 1. květen – 30. říjen 1893 v Chicagu
  - Alfred Stieglitz pořídil fotografie The Terminal a Winter – Fifth Avenue.
- 1894 – Conrad Bernit vynalezl první komerčně prodávaný Bosco-Photographieautomat pro ferrotypii, předchůdce fotoautomatu.

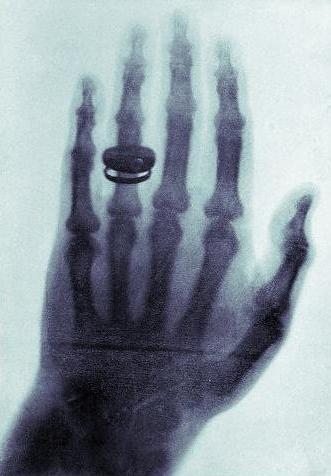
Ruka s prsteny – jeden z prvních rentgenových snímků Wilhelma Röntgena, na které je ruka jeho ženy; pořídil ji 22. prosince 1895 a prezentoval profesoru Ludwigu Zehnderovi z Institutu Fyziky na Freiburské univerzitě 1. ledna 1896

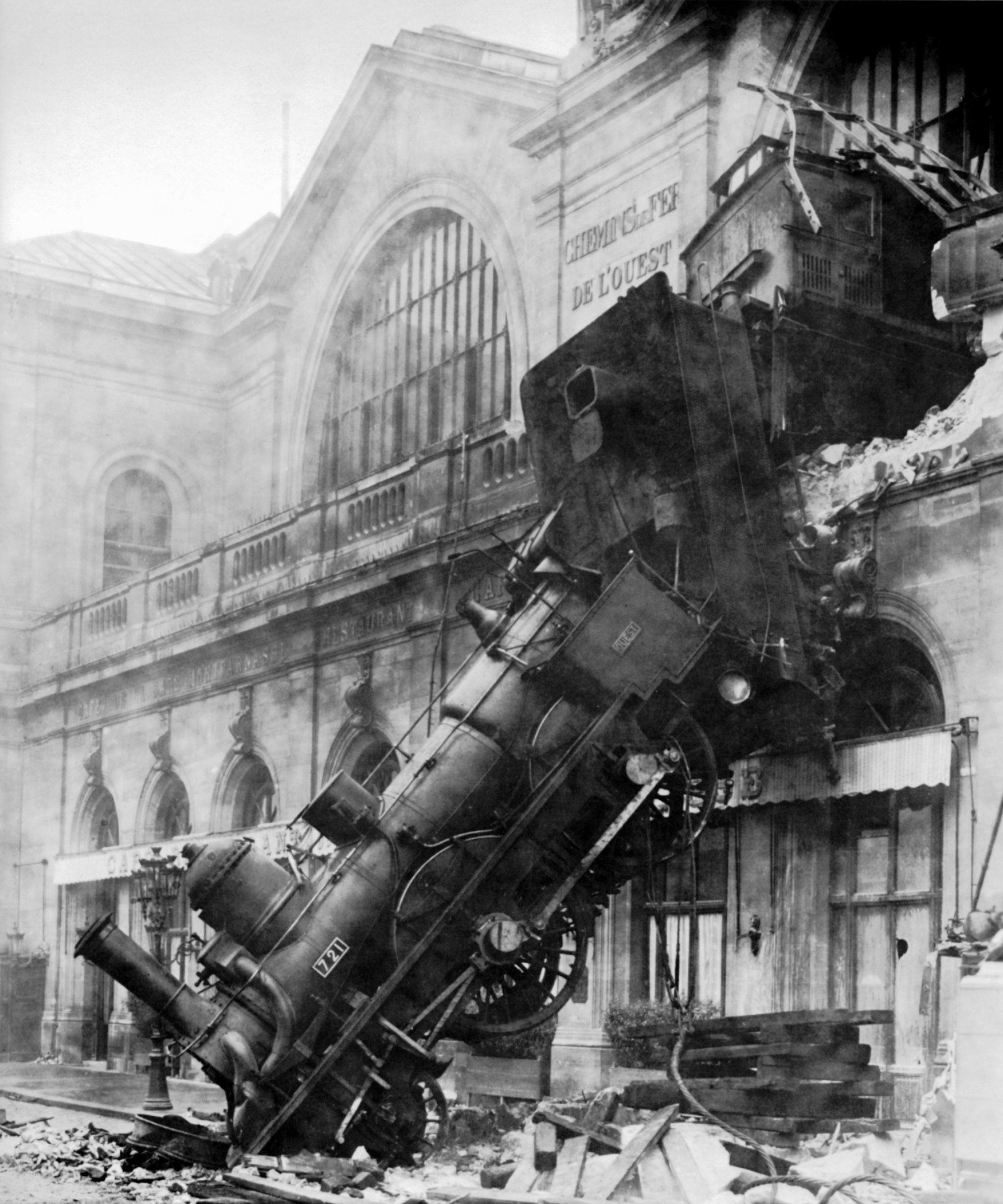
Společnost Studio Lévy and Sons pořídila roku 1895 snímek železniční nehody v Montparnasse, což bylo vlakové neštěstí, ke kterému došlo na pařížském nádraží Gare Montparnasse

- 1895 – 30. května William Abner Eddy pořídil první fotografie ze vzduchu v Americe ze svého kosočtvercového draka.[66]
  - 22. října společnost Studio Lévy and Sons pořídila snímek železniční nehody v Montparnasse, což bylo vlakové neštěstí, ke kterému došlo na pařížském nádraží Gare Montparnasse.[67]
  - 8. listopadu Wilhelm Conrad Röntgen, německý vědec, začal provádět a zaznamenávat experimenty s rentgenovým zářením ve vakuové trubici. Röntgen 28. prosince 1895 napsal předběžnou zprávu „O novém druhu paprsků“ a psal o nich jako o paprscích X.
  - 28. prosince Auguste a Louis Lumièrové vynalezli kinematograf. V pařížském Grand Café promítli první film, 45 sekund dlouhý Sortie de l'usine Lumière à Lyon (Dělníci odcházející z Lumièrovy továrny).[68]
  - P. H. Emerson vydal svou poslední fotografickou knihu Marsh Leaves.
  - Malíř Edgar Degas pořídil svůj fotografický autoportrét.[69] Pro své malby si jako předlohu často pořizoval fotografie, jako například pro obraz After the Bath, Woman Drying Herself, který vznikl ve stejném roce.
- 1896 – 1. května Robert Fell patentoval skládací třínohou stoličku použitelnou jako stativ.[22]

- 1897 – Fotografky Zaida Ben-Yusufová a Gertrude Käsebierová si otevřely portrétní studia v New York City.
- 1898 – Kodak uvedl na trh svůj sklopný fotoaparát Pocket Kodak.[70]
  - F. Holland Day pořídil sérii fotografií The Seven Last Words of Christ a snímek Study for the Crucifixion.

## 20. století

### 1900 – 1924

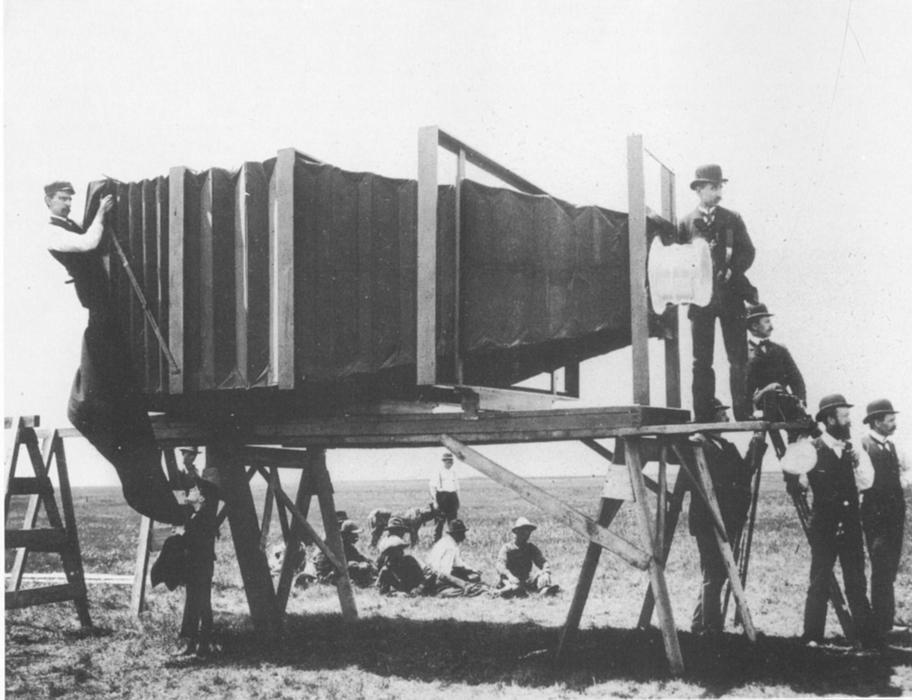
Obří fotoaparát Mamut, který postavil Lawrence v roce 1900. Kontaktní fotografie z něj měly rozměr 2,4 x 1,4 metru

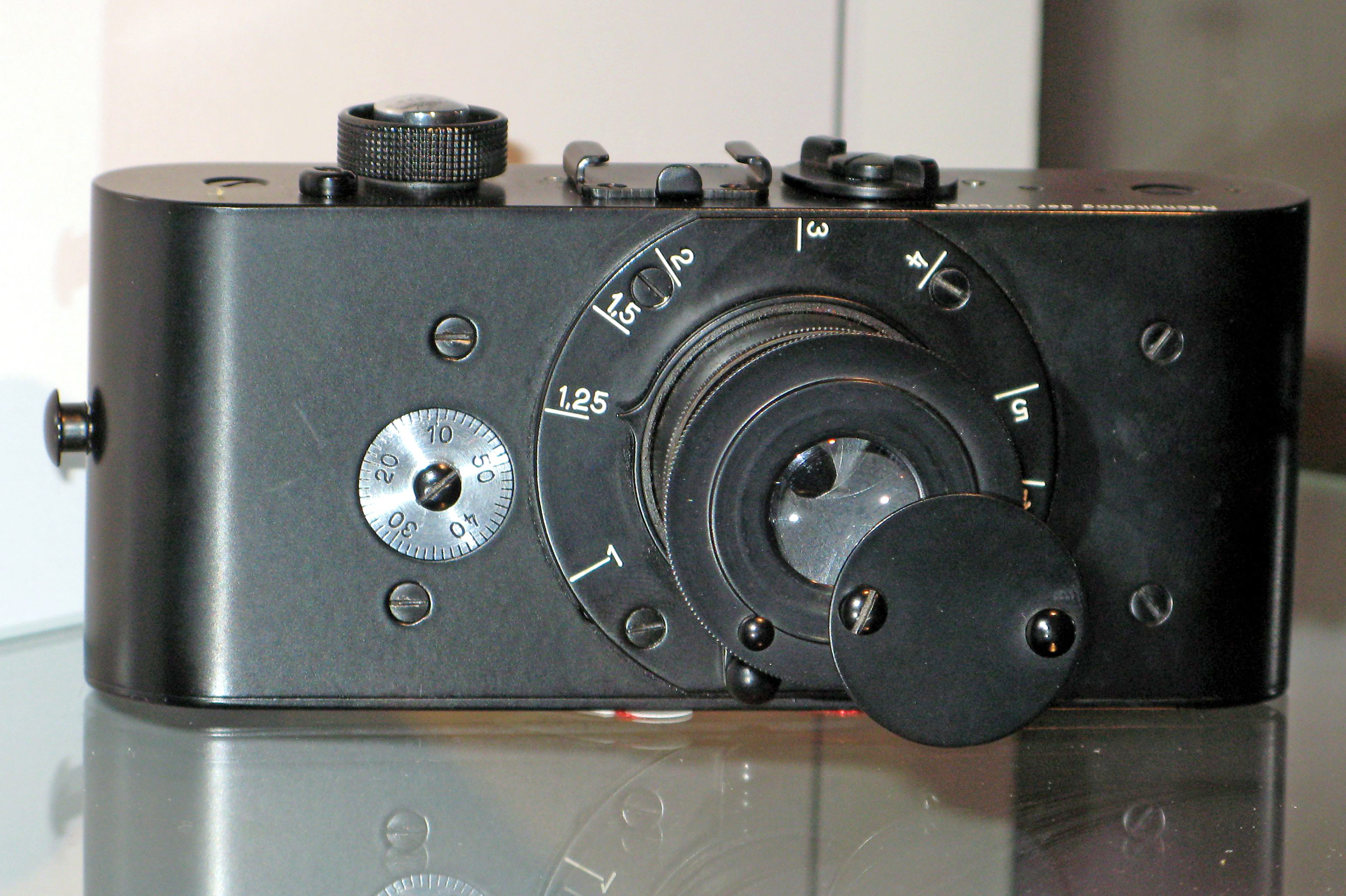
Ur-Leica, muzeum fotoaparátů ve Vevey

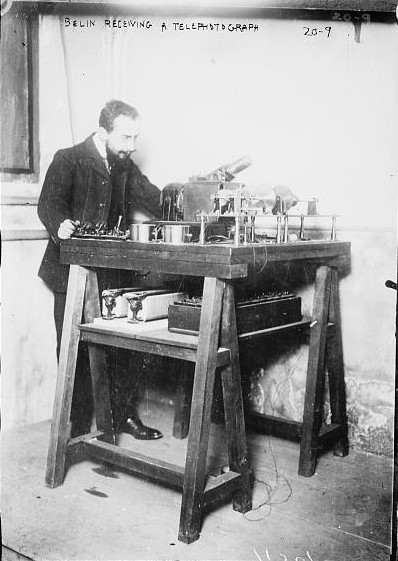
Édouard Belin a jeho belinograf pro telefotografii z roku 1913

Oskar Barnack vynalezl tzv. kameru „Ur-Leica“, zdokonalily se nové světelné objektivy.
- 1900 – Kodak uvedl na trh svůj první fotoaparát Brownie.
  - George Raymond Lawrence postavil největší deskový fotoaparát na světě pojmenovaný Mamut. Vážil 625 kilogramů, exponoval fotografické desky o velikosti 2,4 x 1,3 metru.[71][72] S deskou, která vážila 225 kilogramů muselo manipulovat 15 mužů.[73]

- 1901 – Arthur Eichengrün vynalezl nehořlavou filmovou podložku.
  - Kodak uvedl na trh svůj svitkový film.
- 1902 – 20. února se narodil Ansel Adams, americký fotograf († 22. dubna 1984)
  - Cramer objevil metol pro hydrochinonovou vývojku.
  - George Eastman zavedl polévání zadní strany filmů želatinou.
  - Arthur Korn vymyslel technologii telefotografie (převod obrazu na signál, který se potom pomocí kabelů přenáší na jiné vzdálené místo); Fotografie po drátech (Wire-Photos) byla po Evropě hojně rozšířena od roku 1910 a ve světě od roku 1922.
  - König a Homolka zavedli panchromatické senzibilizátory.
  - Byl vypočítán objektiv Tessar.
  - Alfred Stieglitz pořídil fotografie The Hand of Man[74] a Spring Showers, The Coach.[75]
- 1904 – 6. května patentoval Nikolaj Vladimírov nádobku na vyvolávání desek plnitelnou z kazet na denním světle.[22]
  - Edward Steichen pořídil fotografie The Flatiron Building[76] a Měsíční svit na rybníku.
  - Od roku 1876 se na podnět Pierra Janssena z observatoře v Meudonu u Paříže provádělo systematické fotografování Slunce a roku 1904 vyšlo album 6000 fotografií.
- 1906 – Courtet praktikovali první triky ve filmu.
  - George Raymond Lawrence fotografoval z draka trosky šest měsíců po zemětřesení v roce 1906 velkoformátovým panoramatickým fotoaparátem a stabilizační plošiny, kterou sám navrhl.[77] Jednalo se o 160stupňovou panoramatickou fotografii pořízenou z výšky 600 metrů, která byla vyvolána kontaktním otiskem z negativu o rozměrech 17 x 48 palců (43,18 x 122 cm). Fotoaparát vážil 22 kilogramů a používaly se v něm celuloidové desky.
- 1907 – Autochrome Lumière byl první barevný fotografický proces uvedený na trh.
  - Magazín L'Illustration se stal prvním francouzským časopisem, který jako první publikoval barevnou fotografii.[62]
- 1908 – Byl patentován barevný film se třemi vrstvami.
- 1909 – Sergej Prokudin-Gorskij byl pověřen ruským carem Mikulášem II., aby začal pořizovat dokumentární barevné fotografie říše.
  - Alvin Langdon Coburn vydal ručně tištěnou fotografickou publikaci London (1909).[78]

- 1910 – 10. května G. E. Leighton a Ch. Babrock patentovali fotografický papír se šťavelanem železitým a stříbrnou solí.[22]
  - 29. května B. Gwóždž patentoval řízení osvitu dvěma selenovými články.[22]
- 1911 – 2. května M. E. Zetsche patentoval žaluziovou závěrku se svinovacími válečky.[22]
  - 10. května G. Geiger patentoval vypírací aparát na principu Segnerova kola.[22]
  - Květen – Výstava umělecké skupiny The London Secession group of photographers v Newman Gallery.
  - Herbert Ponting pořídil fotografii Grotto in an Iceberg.[79]
- 1912 – Rudolf Fischer (1881–1957) a H. Siegrist vynalezli barevné vyvolávání filmu.[80]
  - Vest Pocket Kodak používal 127 film.
  - Německý vynálezce Julius Neubronner vyrobil první dvojitou sportovní panoramatickou kameru o formátu 3 × 8 cm určenou převážně pro holubí fotografii ze vzduchu.
  - V březnu italský kapitán Carlo Piazza pořídil historicky první fotografie z letounu. Jednalo se o pozice tureckých vojsk během italsko-tureckého konfliktu.[81] Někdy se uvádí: 24. a 25. února italský kapitán Carlo Piazza ve válce proti Turecku poprvé během letu použil k průzkumné činnosti fotografický přístroj.
  - V Německu byla ustavena první fotoprůzkumná letecká jednotka.
  - 21. května August Nagel patentoval kazetu na svitkové filmy s počítačem snímků.[22]
  - 31. května K. Leidig patentoval automat k fotografování na deskách umístěných v kulaté nádobě s komůrkami pro jednotlivé negativy.[22]
- 1913 – Kinemacolor, první komerční systém „přírodních barev“ pro kinematografii.
  - 1. května Carl Paul Goerz patentoval kazetu na filmpaky se zvláštním zařízením k odtrhávání papírových pásků.[22]
  - 1. května Theodor Bänder patentoval zásobníkovou komoru s posunovacím zásobníkem pro 12 desek.[22]
  - 1. května T. Y. Oeser patentoval předchůdce polyekranu používaného v 60. letech 20. století – promítání několika projektory na různé projekční plochy.[22]
  - 1913 nebo 1925 – Oskar Barnack a Leica uvedla poprvé 35mm film.
  - Édouard Belin sestrojil první zařízení pro přenos obrazu po drátě tzv. belinograf.
- 1914 – Kodak uvedl na trh autografický systém.
  - Oskar Barnack navrhl prototyp fotoaparátu Leica pro firmu Leitz.[82]

- 1915 – 19. března byla poprvé fotografována trpasličí planeta Pluto.
- 1916 – Spojení dálkoměru a objektivu umožnilo přesné a rychlé nastavení ostrosti.
- 1920 – Charles Sheeler: Mannahatta, fotografie mrakodrapů.[82]
- 1921 – Společnost Western Union přenesla první polotónovou fotografii pomocí telefotografie.
  - Malíř Charles Sheeler a fotograf Paul Strand v New Yorku natočili experimentální krátký dokumentární film Manhatta.
- 1922 – Man Ray experimentuje s fotogramem, který nazval rayogram, černobílým obrazem, který pořídil bez fotoaparátu položením předmětů na citlivý fotografický papír.[82]

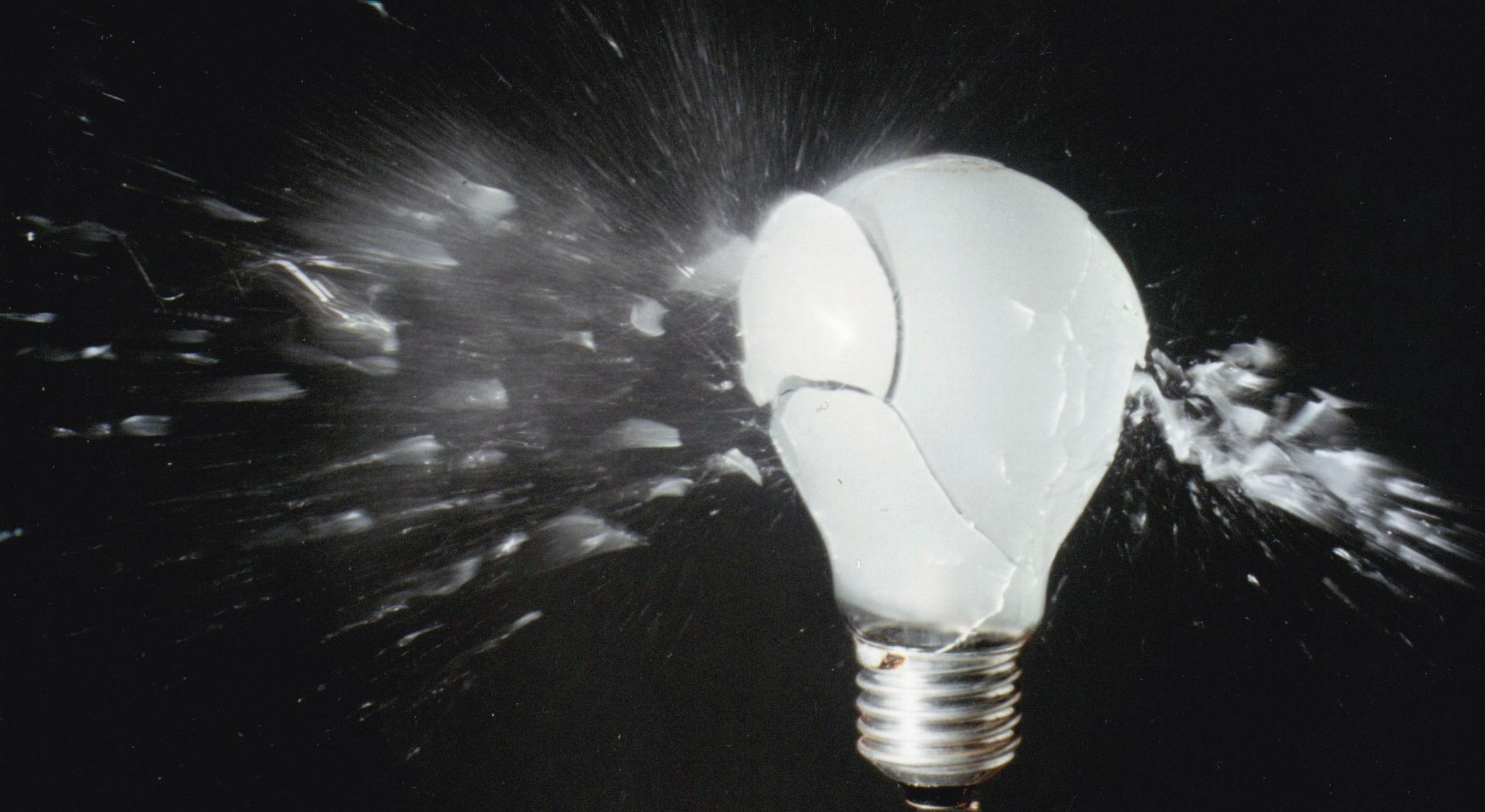
Střela ze vzduchovky rozbíjí žárovku

- 1923 – Koegel vynalezl diazotypii.
  - Harold Eugene Edgerton vynalezl xenonový blesk a synchronizaci.
  - Sheppard objevil aktivátory emulze.
- 1924 – Březen – výstava Alfred Stieglitz Presents Fifty-One Recent Pictures: Oils, Water-colors, Pastels, Drawings, by Georgia O’Keeffe (společně s jeho fotografiemi) uskutečněná v Anderson Galleries v New York City.[83]
  - Man Ray pořídil fotografii Le Violon d'Ingres.[84]

### 1925 – 1949

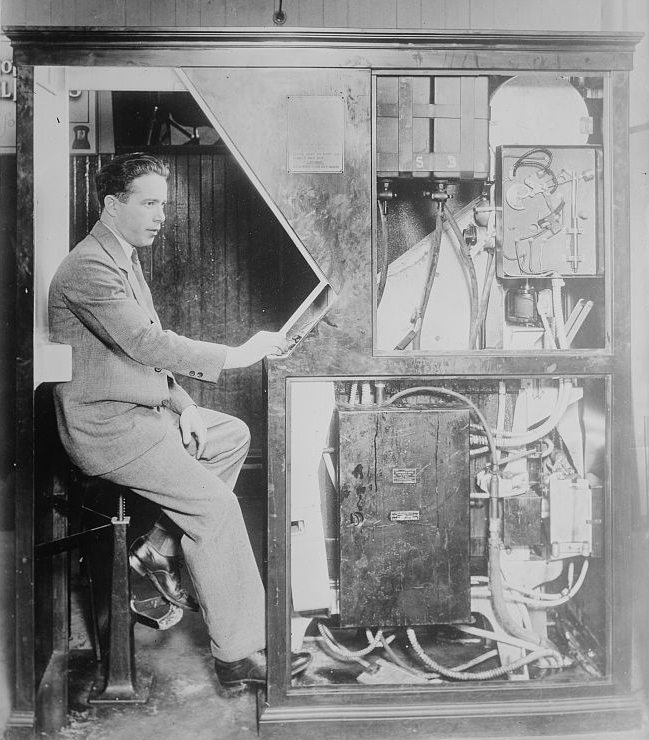
Vynálezce Anatol Josepho ve svém fotoautomatu Photomaton, asi 1927

Byla vynalezena zrcadlovka 6x6 s výměnnými objektivy, začaly vycházet první časopisy (Victor Hasselblad), dále první dvouoké zrcadlovky (Rolleiflex).
- 1925 – Anatol Josepho si registroval patent na fotoautomat Photomaton.
  - Podzim – Alfred Stieglitz a Georgia O'Keeffe se odstěhovali do bytu v horním patře v hotelu Shelton Towers v New Yorku, odkud začali fotografovat a malovat výhledy. Tento rok také Stieglitz začal pracovat na cyklu Equivalents (Ekvivalenty), sérii abstraktních fotografií mraků.[85]

- 1927 – Ansel Adams pořídil své první portfolio, sérii fotografií Parmelian Prints of the High Sierras obsahující významný snímek Monolith, the Face of Half Dome.
  - Charles Sheeler pořídil fotografii Criss-Crossed Conveyors, River Rouge Plant, Ford Motor Company.[86]
  - Na popud osobností, jako byli Louis Lumière nebo Léon Gaumont, otevřela École technique de photographie et de cinématographie (ETPC) - později École Louis-Lumière - své dveře a v říjnu uvítala první studenty v prostorách poskytnutých městem Paříž, na adrese rue de Vaugirard 85. Následující rok, usnesením z 27. června 1928, byla uznávána státem. Cílem této odborné školy, která rychle získala velké renomé, bylo vyškolit odborníky s technickými a odbornými znalostmi, které jsou dnes nezbytné pro kompetentní výkon různých profesí fotografie a kinematografie.
- 1928 – André Kertész pořídil fotografii The Fork (Vidlička).
  - Charles Sheeler pořídil fotografii Upper Deck.[87]
- 1929 – André Kertész uspořádal výstavu třiceti fotografií v Au Sacre do Printemps Gallery v Paříži. Byla to první samostatná výstava jednoho fotografa na světě.
  - Karl Blossfeldt v Berlíně publikoval sbírku detailních fotografií rostlin a živých věcí Urformen der Kunst: Photographische Pflanzenbilder.
- 1930 – Johannes Ostermeier patentoval bleskovou žárovku.[88]
  - 18. února Clyde Tombaugh při studiu fotografií, které pořídil v lednu, objevil trpasličí planetu Pluto.
  - Gertrud Arndt začala v Bauhausu tvořit řadu fotografických autoportrétů.

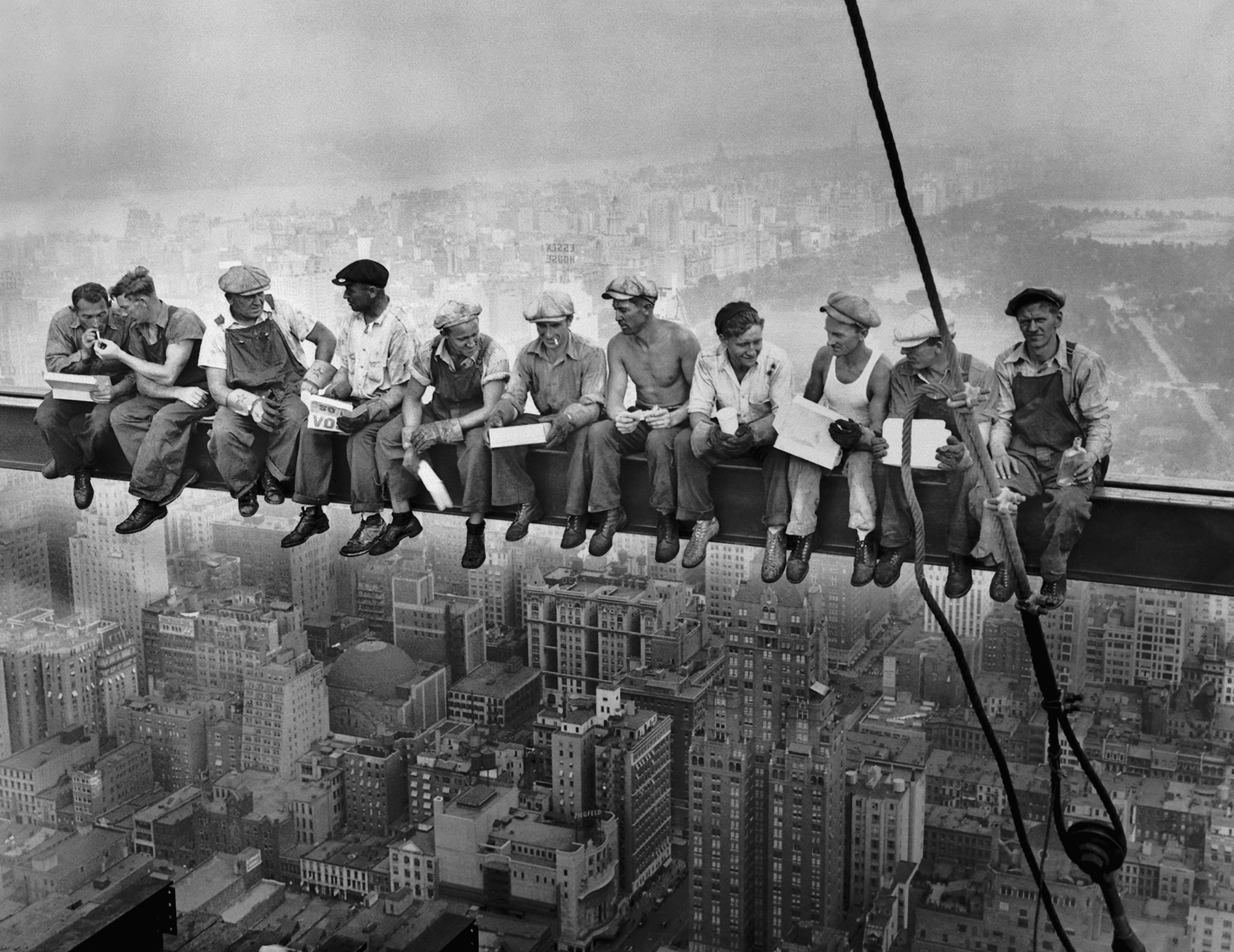
Charles Clyde Ebbets: Oběd na vrcholu mrakodrapu, 1932

- 1932 – První plně barevný film Technicolor s názvem Flowers and Trees od společnosti Disney.
  - červenec – Americké vydání časopisu Vogue vyšlo poprvé s barevnou fotografií na obálce červencového čísla.
  - 20. září – Charles Clyde Ebbets pořídil fotografii Oběd na vrcholu mrakodrapu, publikovanou v neděli jako foto příloha New York Herald Tribune 2. října.
  - Henri Cartier-Bresson pořídil fotografii Derrière la gare de Saint-Lazare.
  - John Heartfield pořídil fotomontáže Adolf, the Superman a The Meaning of Geneva, Where Capital Lives, There Can Be No Peace
  - Ansel Adams založil s Edwardem Westonem a několika dalšími fotografy ze San Franciska - mezi nimi Willard Van Dyke a Imogen Cunninghamová - Skupinu f/64, aby propagovali svou sdílenou vizi fotografické praxe v reakci na tehdejší populární piktorialismu.
- 1933 – září / říjen – výstava Henri Cartier-Bresson and an Exhibition of Anti-Graphic Photography v Galerii Juliena Levyho v New York City.
  - Bill Brandt pořídil dokumentární fotografii Parlourmaid and Under-Parlourmaid Ready to Serve Dinner.
  - André Kertész pořídil sérii fotografií Distortions.
- 1934 – Cartridge na 135 film zjednodušila používání 35mm filmu.
- 1935 – Hudebníci Leopold Mannes a Leopold Godowsky se podíleli na prvním barevném inverzním filmu kodachrome,[89] přičemž to komentovali, že Kodachrome byl vyroben Bohem a člověkem.[90][91]
  - Byla založena agentura Farm Security Administration (FSA).

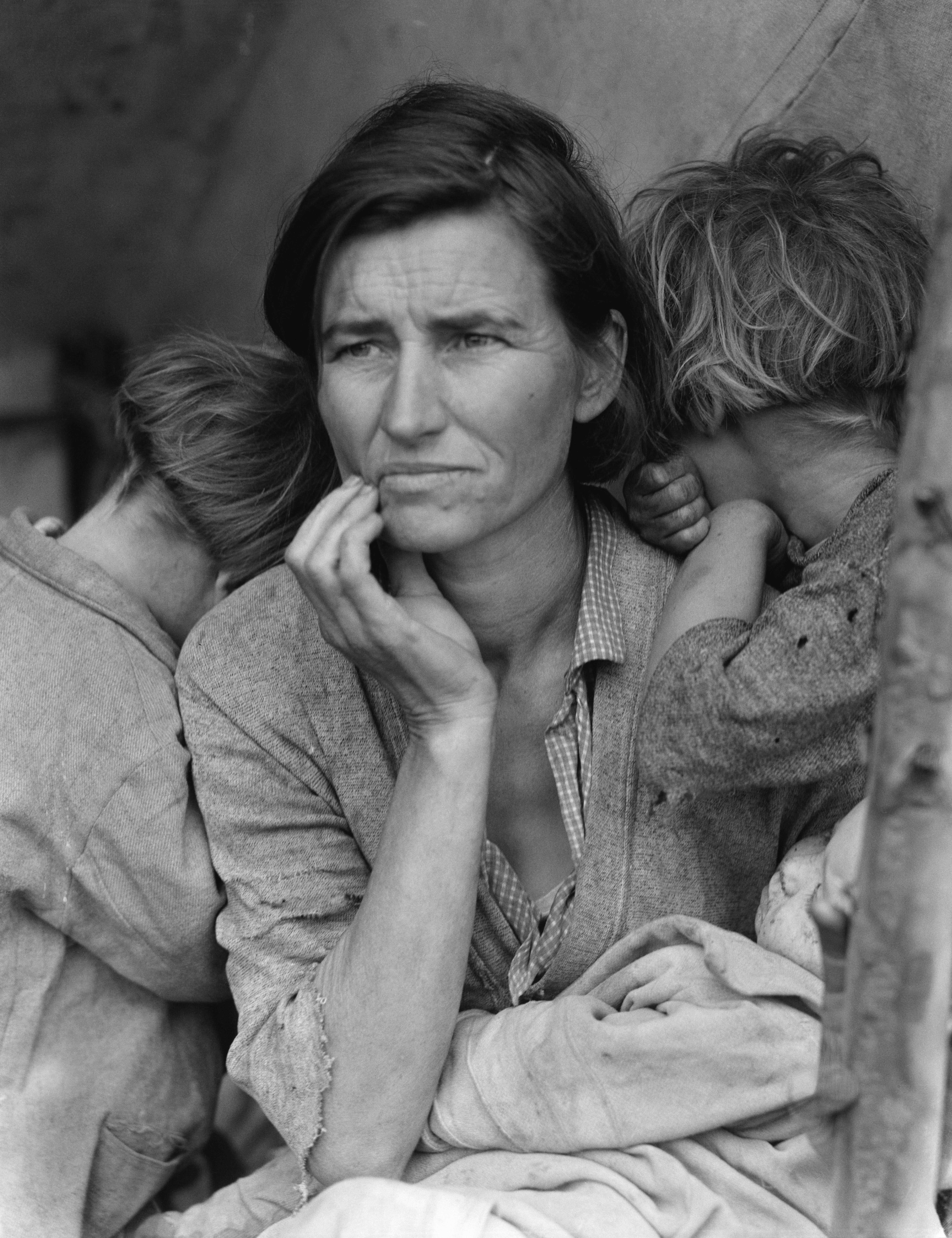
Dorothea Langeová vyfotografovala snímek Kočující matka (portrét Florence Owensové Thompsonové)

- 1936 – IHAGEE uvedl na trh Ihagee Kine Exakta 1, svou první jednookou zrcadlovku na 35mm film.
  - Začal vývoj Kodachrome vícevrstevného inverzního barevného filmu.
  - Strong zvýšil světelnost objektivů snížením reflexů (T-optika).
  - Otto Bettmann (1903–1998), německý muzejní kurátor, který emigroval do Spojených států v roce 1935 a vzal s sebou 2 kufry obsahující téměř 25 000 obrázků, většina negativů, které sám vytvořil a založil v New Yorku Bettmannův archiv, banku fotografií a obrazů zachycujících historii 20. století. Některé dokonce pocházejí z období americké občanské války (1861–1865) a zahrnují některé z nejznámějších historických obrazů v historii Spojených států.
  - Léto – vypukla Španělská občanská válka. Fotografové Endre Friedmann a jeho partnerka Gerda Taro, kteří společně vymysleli jméno Robert Capa, cestují z Paříže, aby válku dokumentovali.
  - 5. září – Robert Capa pořídil snímek The Falling Soldier (Loyalist Militiaman at the Moment of Death, Cerro Muriano).
  - 23. listopadu – fotografie Margarety Bourke-Whiteové výstavby přehrady Fort Peck Dam byly otištěny v prvním čísle magazínu Life.
  - Dorothea Langeová vyfotografovala snímek Kočující matka (portrét Florence Owensové Thompsonové).
  - Edward Weston pořídil fotografii Akt (Charis, Santa Monica). Modelkou byla jeho múza a asistentka Charis Wilsonová, se kterou se o rok později oženil.
- 1937 – 30. ledna – Roy Stryker, ředitel Farm Security Administration, poslal Walkera Evanse do Arkansasu a Tennessee, oblastí zasažených velkými záplavami. Tato objednávka byla posledním dílem fotografa FSA.
  - 23. března – Tisková agentura Meurisse, fotografická zpravodajská agentura založená v Paříži v roce 1909 Louisem Meurisseem, se spojila s agenturou Rol (založená v roce 1904) a Mondial (založena v roce 1932), aby odolávala mezinárodní konkurenci. Nová agentura měla název SAFRA a poté SAFARA. Ta přešla v roce 1945 pod kontrolu společnosti Monde et Caméra, pak Sciences-Film, která všechny tyto sbírky prodala Národní knihovně v roce 1961.
  - Firma Agfa uvedla na trh diapozitivní (reverzní) barevný film pod značkou Agfacolor.
  - 18. července – Große Deutsche Kunstausstellung (Velká německá výstava umění) otevřená Adolfem Hitlerem v Haus der deutschen Kunst (Dům německého umění) v Mnichově, dokončený podle návrhů Paula Troosta († 1934) k vybrazení umění Třetí říše. Hitler odmítl výběr původní výběrové poroty a zvolil kurátorem výstavy svého osobního fotografa Heinricha Hoffmanna, ale i tak odmítl některé experimentálnější obrazy.
  - 28. srpna – Číňan Wang Xiaoting pořídil snímek Krvavá sobota.
  - Japonský fotograf Terushichi Hirai založil uměleckou skupinu Avant-Garde Image Group.
  - Američtí malíři Paul Cadmus, Jared French a Margaret French (roz. Hoening) zakládají fotografický kolektiv PaJaMa.
- 1939 – Agfacolor uvedl na trh systém negativ – pozitiv pro barevný materiál, první moderní „print“ film.
  - Na trh byl uveden stereo prohlížeč View-Master.
- 1941 – Společnost Agfa představila první barevný papír na chromogenní bázi.

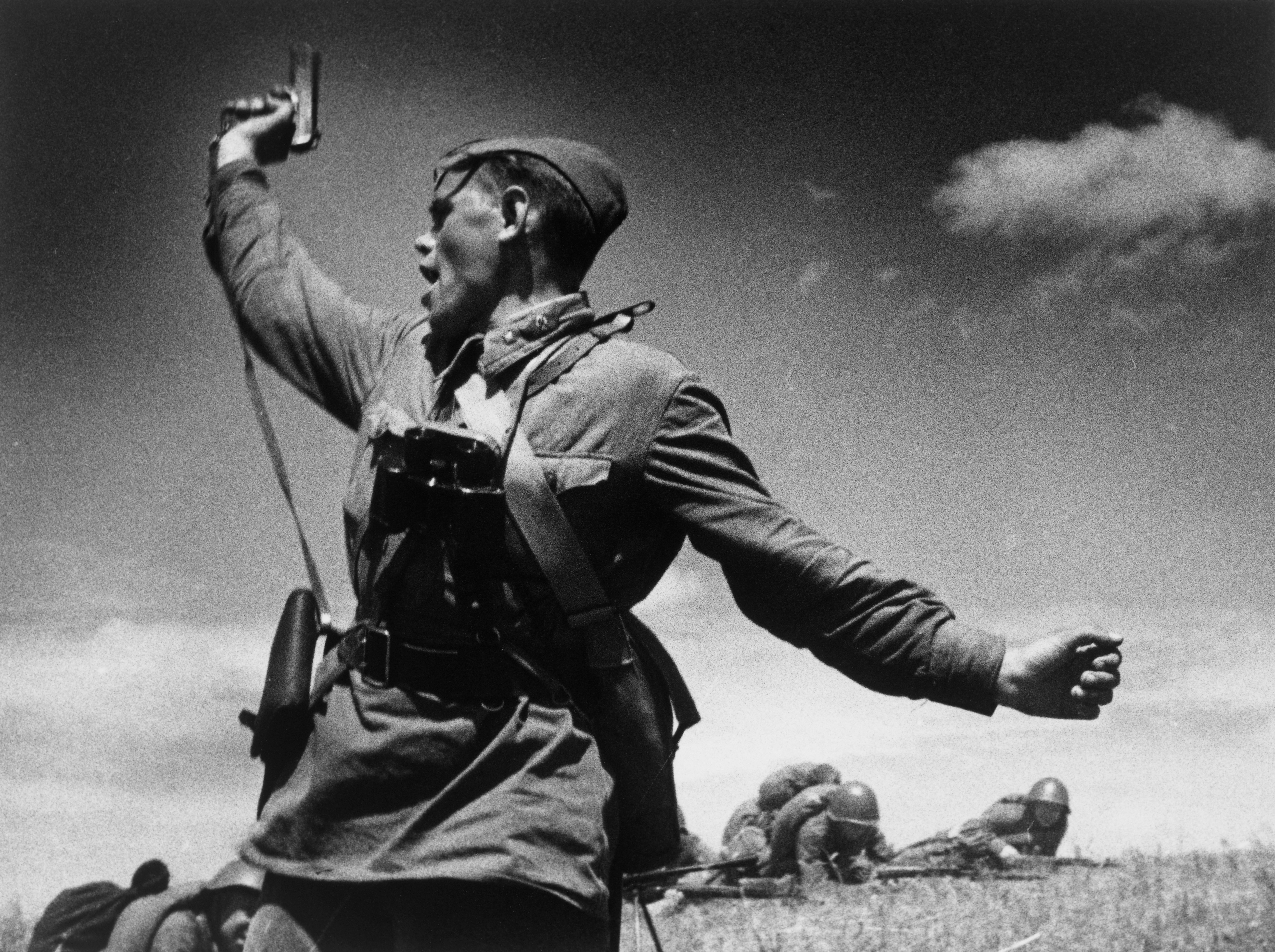
Max Alpert: Kombat, symbol Velké vlastenecké války, velitel praporu A. Jeremenko vede své vojáky do útoku, 12. června 1942, archiv RIA Novosti

- 1942 – Kodacolor uvedl Kodakův první „print“ film.
  - 12. června sovětský fotograf Max Alpert pořídil snímek Kombat, symbol Velké vlastenecké války, velitel praporu A. Jeremenko vede své vojáky do útoku
  - 13. června vznikla agentura Office of War Informations (OWI)
- 1943 –
- 1944 – Fotograf pobřežní hlídky United States Coast Guard Robert F. Sargent pořídil fotografií Do spárů smrti (anglicky Into the Jaws of Death). Na snímku jsou vojáci z 1. divize, kteří přistávají na pláži Omaha Beach dne 6. června 1944 v rámci Operace Overlord během druhé světové války vylodění spojeneckých vojsk do Němci okupované Francie.[92][93][94]

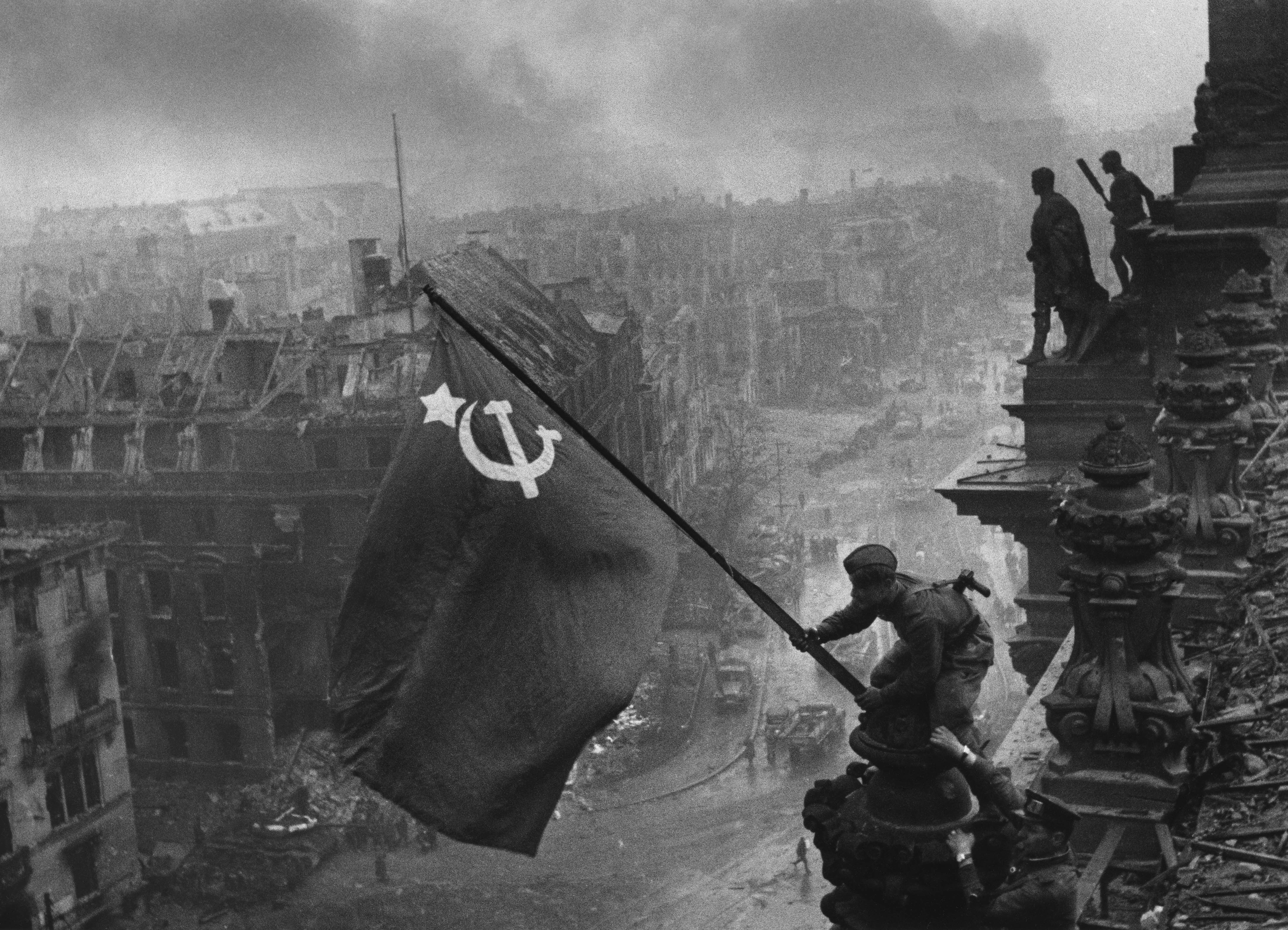
Vztyčení vlajky nad Reichstagem jako jeden z významných momentů konce druhé světové války

- 1945 – Joe Rosenthal pořídil snímek Raising the Flag on Iwo Jima.
  - 2. května – sovětský fotograf Jevgenij Chalděj vyfotografoval Vztyčení vlajky nad Reichstagem jako jeden z významných momentů konce druhé světové války.
  - 14. srpna – Alfred Eisenstaedt pořídil snímek Den vítězství na Times Square, která zobrazuje námořníka námořnictva USA, který líbá cizí dívku v bílých šatech během oslav vítězství nad Japonskem ("V-J Day") na ulici Times Square v New Yorku.[95][96]
- 1947 – Dennis Gabor vynalezl holografii pro zachycení trojrozměrné struktury. Prakticky však bude použita až r. 1960 s laserovou technikou.
  - Dne 27. dubna Robert Capa, Henri Cartier-Bresson, George Rodger, William Vandivert a David Seymour založili organizaci Magnum Photos,[97] která sdružovala nejlepší fotožurnalisty na světě a umožňovala fotografům plně kontrolovat autorská práva svých fotografií.
  - Edward Steichen nahradil Beaumonta Newhalla v čele fotografického oddělení Muzea moderního umění (MoMA) v New Yorku, v USA. Ve funkci zůstal až do 1962 a v roce 1955 zorganizoval velkou výstavu Lidská rodina, které pak putovala po světě.
- 1948 – Hasselblad uvedl na trh svůj první fotoaparát.
  - Edwin Herbert Land uvedl na trh první Polaroid a okamžitou fotografii.

### 1950–1974
Pro vývoj byla důležitá integrace měření v těle fotoaparátu, měření světla přes objektiv, rozkvět zrcadlovek; začátek triumfu zoomových objektivů.
- 1950 – Založení Photokiny v Kolíně nad Rýnem.
- 1952 – Začátek módy 3-D filmu.
- 1953 – Marc Riboud zhotovil snímek Eiffel Tower Painter. Zobrazuje muže, který natírá věž v póze tanečníka, umístěného mezi kovovými armaturami věže. Pod ním se z fotografického oparu vynořuje Paříž.[98]

- 1954 – Henri Cartier-Bresson vydal knihu Danses à Bali, Collection Huit, Delpire
  - Henri Cartier-Bresson vydal knihu D'une Chine à l'autre, Delpire (texty: Jean-Paul Sartre)
- 1955 – Richard Avedon pořídil fotografii Dovima se slony, kterou publikoval magazín Harper's Bazaar.

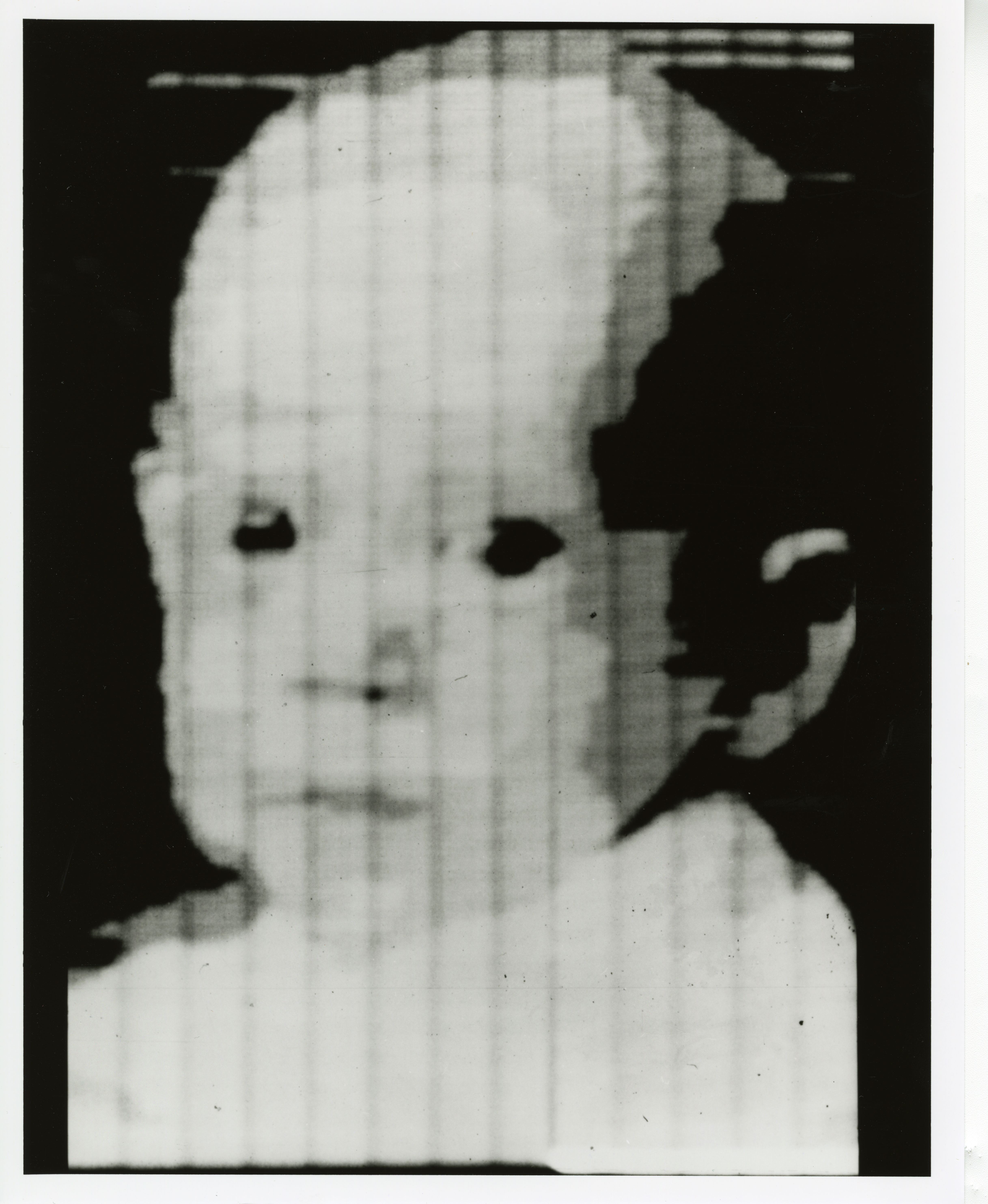
První fotografie naskenovaná do počítače, 1957

- 1957 – Na trh byla uvedena první zrcadlovka firmy Asahi Pentax.
  - Vznikl první digitální snímek udělaný na počítači Russellem Kirschem na U. S. National Bureau of Standards, dnes známý jako Národní institut pro standardy a technologie (National Institute of Standards and Technology, nebo NIST).[99]
  - Kolektiv japonských fotografů Šómei Tómacu, Eikó Hosoe, Ikkó Narahara, Kikudži Kawada, Akira Sato a Akira Tanno založili uměleckou skupinu Vivo, kterou v poválečném Japonsku inspirovalo fotografické hnutí známé jako École de l'image. Přestože byl tento kolektiv aktivní pouze čtyři roky, hluboce ovlivnil japonský fotografický styl šedesátých a sedmdesátých let.
- 1959 – Byl uveden na trh fotoaparát Nikon F.
  - 14. srpna – První satelitní snímky Země pořídila americká družice Explorer 6.[100][101]
  - 7. října – Luna 3 zaslala první fotografie odvrácené strany Měsíce (chemicky vyvolané snímky zaslány elektronickou cestou).[102]
  - AGFA uvedla na trh první plně automatický fotoaparát Optima.
- 1960 – Alberto Korda pořídil snímek Guerrillero Heroico.
  - Vyšla kniha England/Scotland fotografa Bruce Davidsona (reedice 2006 jako England/Scotland 1960, Steidl, Göttingen - ISBN 3-86521-127-5)
- 1961 – Eugene F. Lally z Laboratoře proudového pohonu publikuje první popis, jak udělat digitální fotografii pomocí mozaiky fotosenzorů.[103]
  - Georg Gerster vydal knížku Sahara: desert of destiny, překlad Stewart Thomson, ed. Coward-McCann, New York, 1961,[104] reedice: Kessinger Publishing, Whitefish, Montana, 2009 ISBN 978-1-10485-368-6 v roce 2010 ISBN 978-1-16382-411-5
- 1962 – Diane Arbusová pořídila fotografii Child with Toy Hand Grenade in Central Park (Dítě s hračkou ručního granátu v Central parku),[105] New York City 1962, (Na snímku je zachycen Colin, syn wimbledonského vítěze Sidneyho Woodse)
  - Výstava Color Photography, Ernst Haas, první výstava barevných fotografií na půdě Museum of Modern Art (MoMA), New York.
  - Výstava Jean-Louis Swiners, Prix Niépce 1962, Francouzská národní knihovna.
  - květen – Vznikla fotografie Marilyn Monroe s bratry Kennedyovými po narozeninové oslavě v Madison Square Garden.
- 1963 – Kodak uvedl na trh laciné fotoaparáty Instamatic.
  - 11. června – Malcolm Browne vyfotografoval vietnamského mahájánového mnicha Thich Quanga Duce během upálil v Saigonu. Tímto aktem protestoval proti perzekuci buddhistů v Jižním Vietnamu za vlády Ngô Ðình Ziema.
- 1964 – Byla představena první SLR Pentax Spotmatic.
- 1965 – 17. února – v rámci programu Ranger na Měsíci pořídila bezpilotní sonda Ranger 8 fotografie Moře Klidu. Akce se konala v rámci přípravy na mise programu Apollo, v tomto místě měla v budoucnu přistát posádka Apolla 11.
- 1966 – 8. června – prototyp letounu XB-70 Valkyrie byl zničen při srážce ve vzduchu se stíhacím letounem F-104 Starfighter během předváděcího letu a fotografování. Pilot NASA Joseph A. Walker a testovací pilot USAF Carl Cross zemřeli.
- 1967 – Diane Arbusová pořídila fotografii Identical Twins (Identická dvojčata), Roselle, New Jersey, 1967, tato fotografie byla prodána 27. dubna 2004 za 478.400 amerických dolarů.[106]
  - 21. října – Marc Riboud zhotovil snímek nazvaný The Ultimate Confrontation: The Flower and the Bayonet.[107] Fotografii pořídil ve Washingtonu, D.C., kde se před Pentagonem shromáždily tisíce protiválečných aktivistů, aby protestovali proti účasti Ameriky ve Vietnamu, obrázek ukazuje mladou dívku Jan Rose Kasmirovou s květinou v ruce a laskavým pohledem v očích, stojící před několika vojáky s puškami, umístěnými za účelem blokování protestujících.

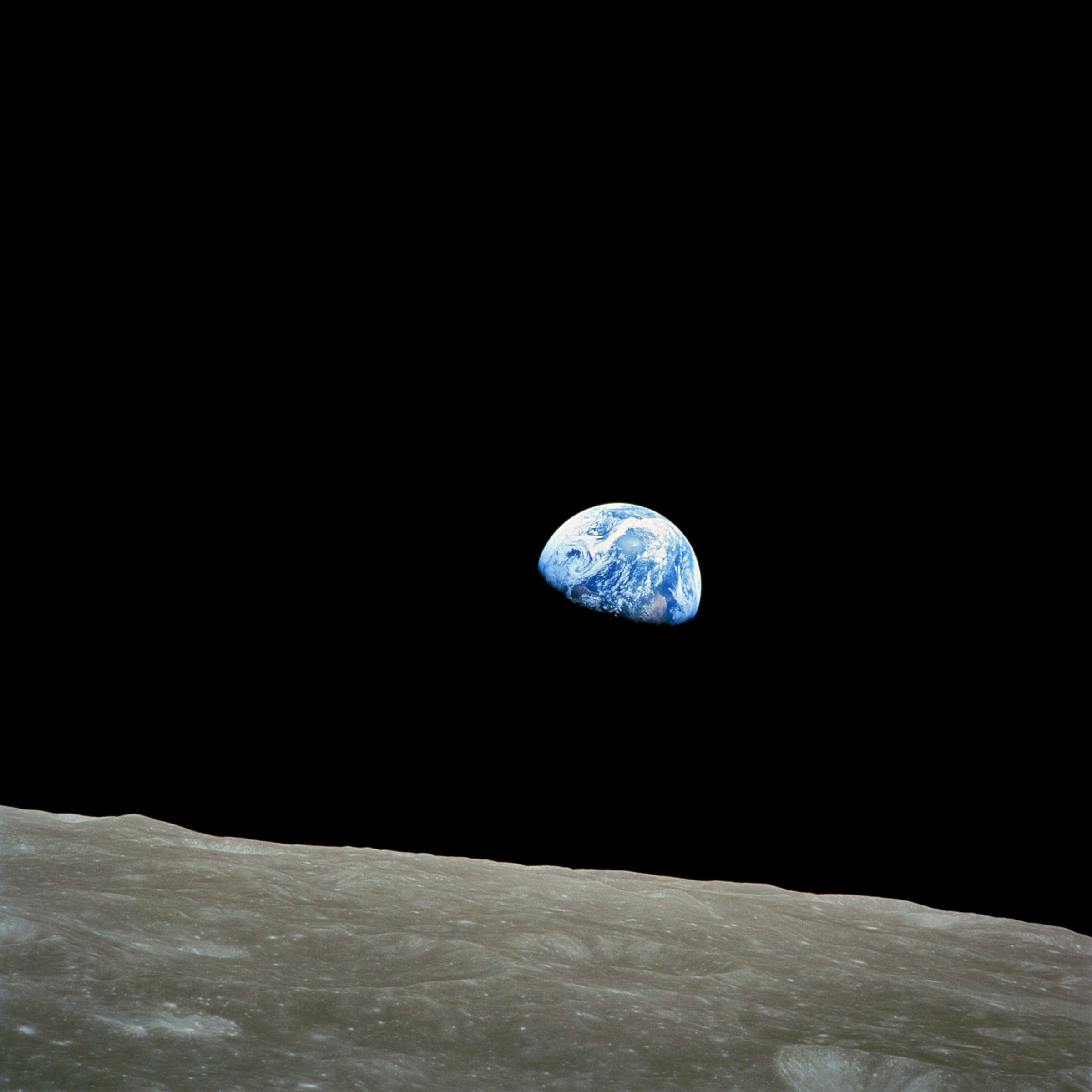
Východ Země vyfotografovaný na Štědrý den 1968

- 1968 – 24. prosince – americký astronaut William Anders pořídil fotografii Východ Země, a sice z paluby kosmické lodi Apollo 8, nacházející se na oběžné dráze Měsíce.
  - 1. února – Eddie Adams pořídil snímek jihovietnamského generála, jak na ulici pistolí střílí mladého bojovníka Vietcongu.[108][109]

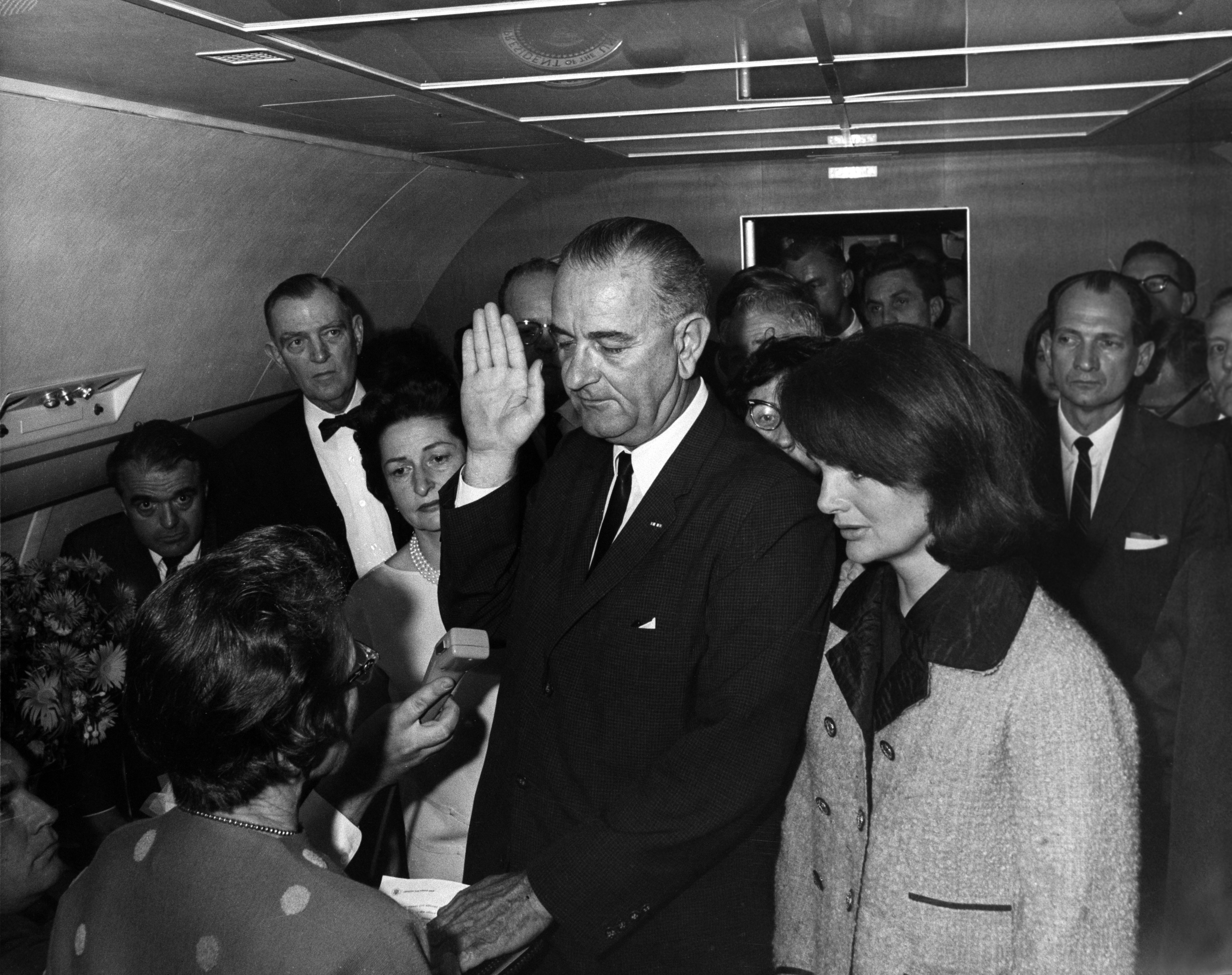
První inaugurace prezidenta Lyndona B. Johnsona na palubě Air Force One. (Stoughton, 1963)
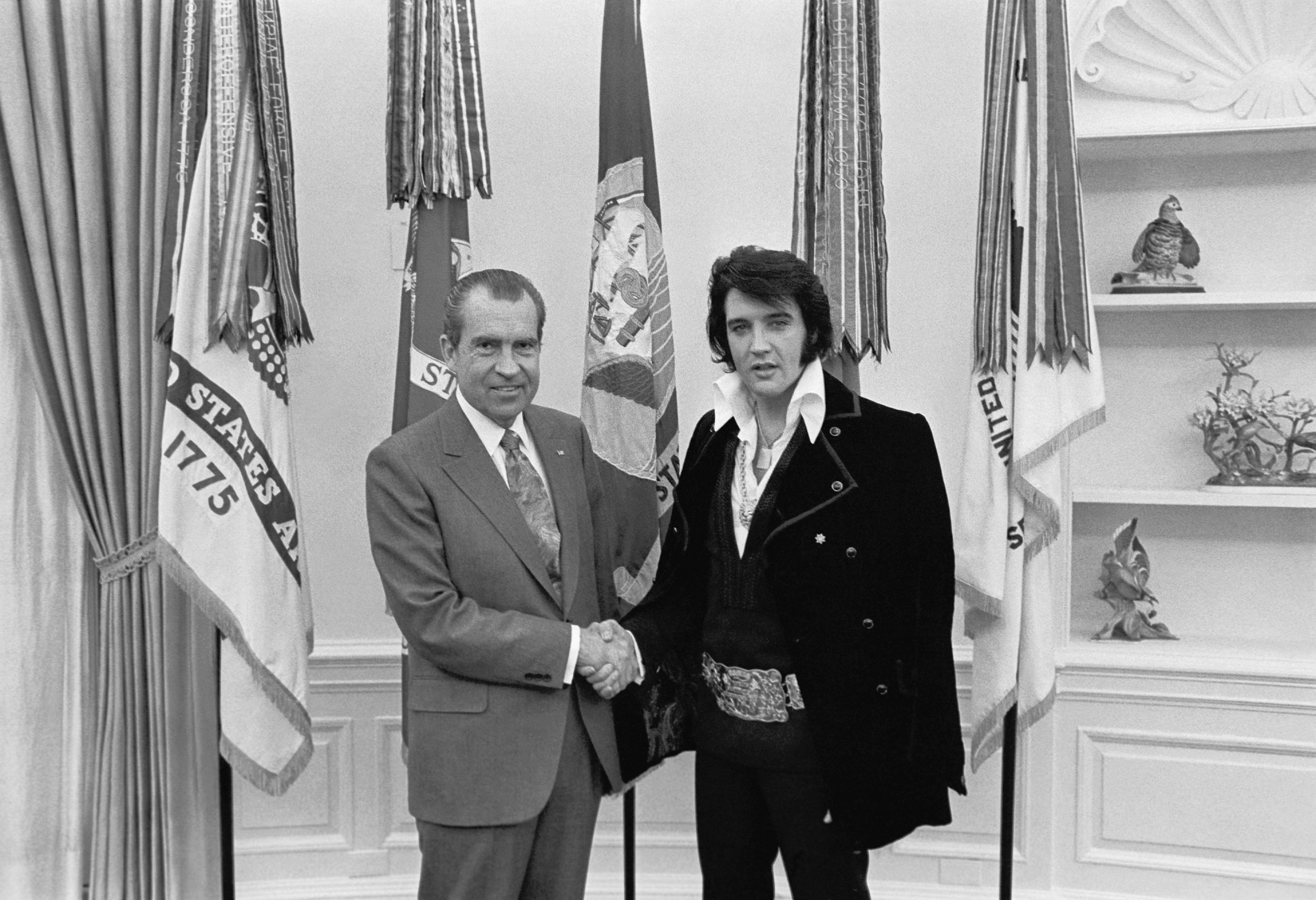
Prezident Nixon a Elvis Presley. (Atkins, 1970)
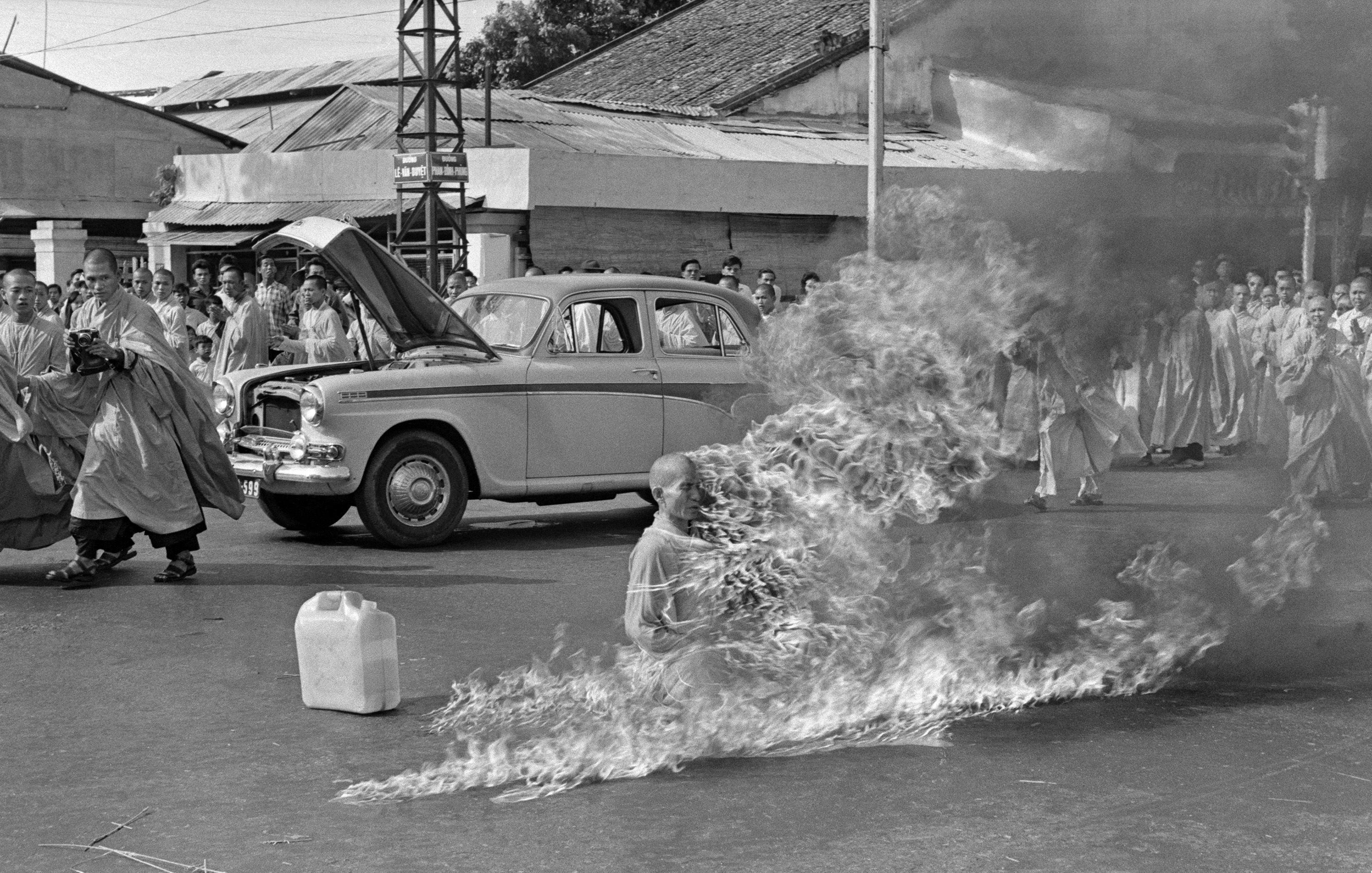
11. června 1963 – Malcolm Browne vyfotografoval vietnamského mahájánového mnicha Thich Quanga Duce během upálil v Saigonu. Tímto aktem protestoval proti perzekuci buddhistů v Jižním Vietnamu za vlády Ngô Ðình Ziema.
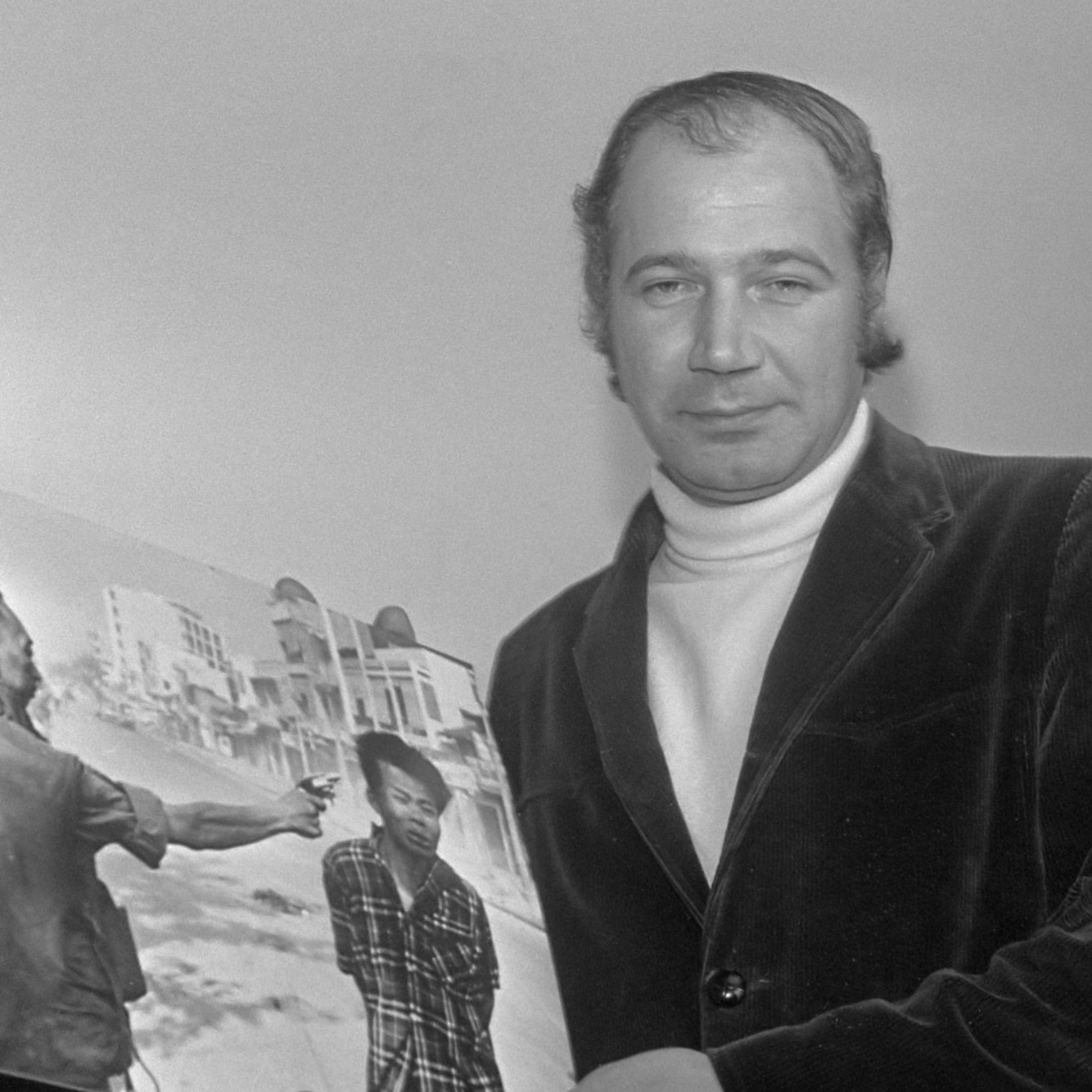
1. února 1968 – Eddie Adams pořídil snímek jihovietnamského generála, jak na ulici pistolí střílí mladého bojovníka Vietcongu.
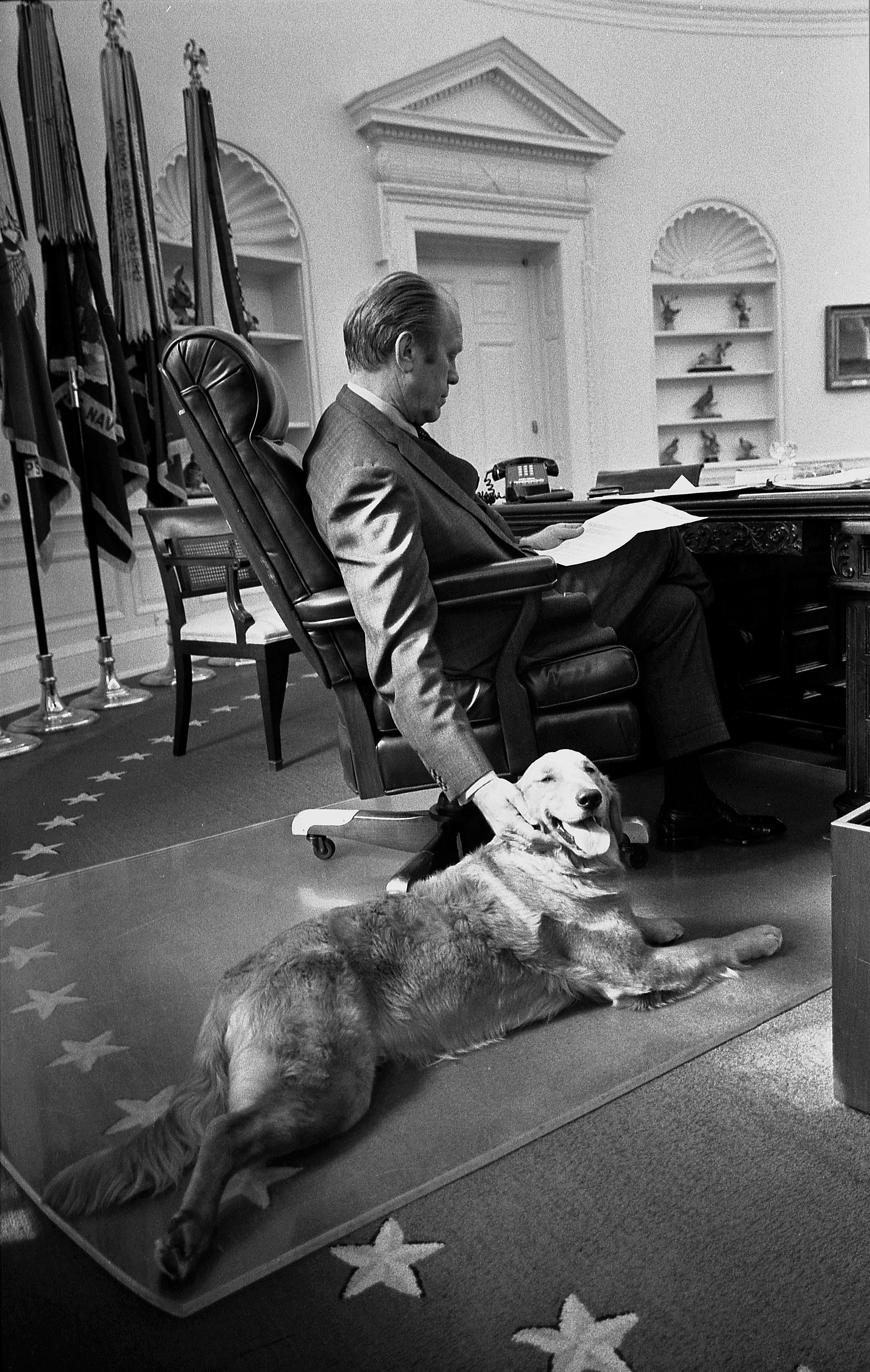
Prezident Gerald Ford a jeho pes Liberty v Oválné pracovně. (David Hume Kennerly, 1974)

- 1969 – 21. července – američtí astronauté fotografovali poprvé na Měsíci. Neil Armstrong vyfotografoval Edwina Aldrina speciálně upravenou 70 mm kamerou Hasselblad 500EL.[110]
  - Willard Boyle a George E. Smith v Bellových laboratořích vynalezli CCD čip.
- 1970 – Bellovy laboratoře postavily na světě první kameru, která používala polovodičový obrazový snímač CCD.
  - Diane Arbusová pořídila fotografii Jewish Giant at Home with His Parents in The Bronx, New York,[111] Eddie Carmel, Židovský obr.
  - Diane Arbusová pořídila fotografii Masked Woman in a Wheelchair, Pensylvánie.
- 1971 – Výstava Walker Evans, Museum of Modern Art, New York.
- 1972 – USA spustily program Landsat, největší program pro získání obrázků Země z vesmíru.
  - 7. prosince – posádka Apolla 17 pořídila ze vzdálenosti zhruba 45 000 kilometrů fotografii planety Země Modrá skleněnka.[112]
- 1973 – 17. března byla pořízena fotografie Burst of Joy, která později vyhrála Pulitzerovu cenu. Snímek zobrazuje bývalého válečného zajatce, který se opět shledal se svou rodinou.
  - Firma Fairchild Semiconductor zveřejnila první velkoformátový CCD čip, který měl 100 sloupců x 100 řádků.

### 1975 – 1999
Pro vývoj bylo důležité zavedení digitální fotografie, reflexní kamery s autofokusem; automatické expozimetry se staly standardem, mnoho funkcí začala ovládat mikroprocesorová technologie.
- 1975 – Bryce Bayer, vývojář firmy Kodak, publikoval Bayerův filtr. Byla to mozaiková matrice senzorů CCD v barevné fotografii. První kameru s obrazovou kvalitou dostatečnou pro televizní vysílání.
- 1976 – 25. července – vznikla fotografie Cydonia Mensae připomínající humanoidní tvář na Marsu.
- 1977 – Americký satelitní systém KH-11 pořídil první satelitní fotografie v reálném čase.
- 1979 – Íránský fotograf Jahangir Razmi pořídil dne 27. srpna 1979 fotografii s názvem Firing Squad in Iran, za kterou o rok později získal ocenění Pulitzer Prize for Spot News Photography.
  - 4. března – Americký Voyager 1 pořídil první fotografie velké rudé skvrny a prstenců kolem Jupiteru.
- 1980 – Kosmická sonda Voyager 1 poslala na Zemi fotografie Saturnu, které pořídila ze vzdálenosti 300 000 000 km.

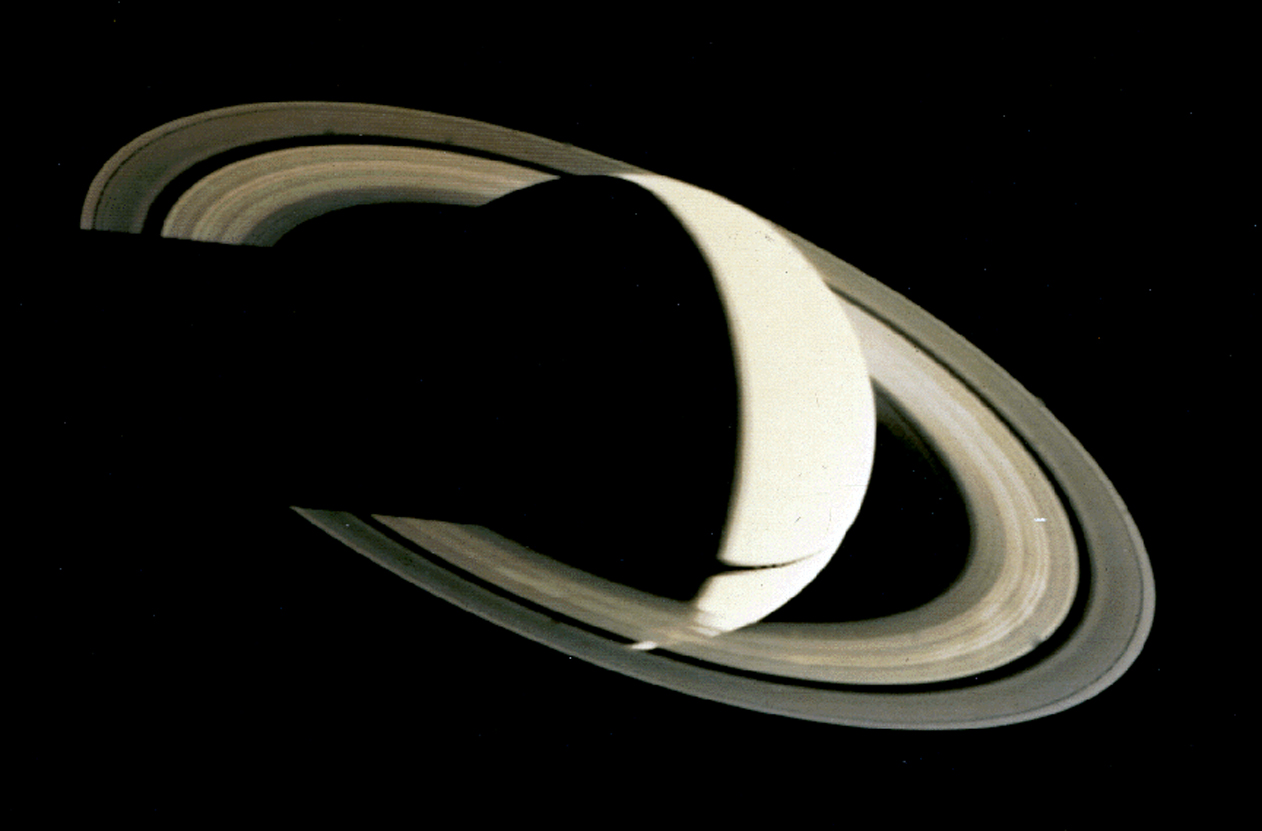
Voyager 1 roku 1980 poslal na Zemi fotografie Saturnu

- 1981 – listopad V časopise Vogue vyšla série fotografií Helmuta Newtona čtyř modelek They're coming!,[113] která byla vrcholem jeho série protikladů nahá/oblečená.[1]
- 1982 – Robert Mapplethorpe nasnímal cyklus více než sta fotografií s modelkou Lysou Lyon, mistryní světa v kulturistice. Některé z nich se staly symbolem nové silné emancipované ženy.[1]
- 1983 – CCD se používají v astronomických dalekohledech, začíná jejich průlom do astronomie.
- 1984 –

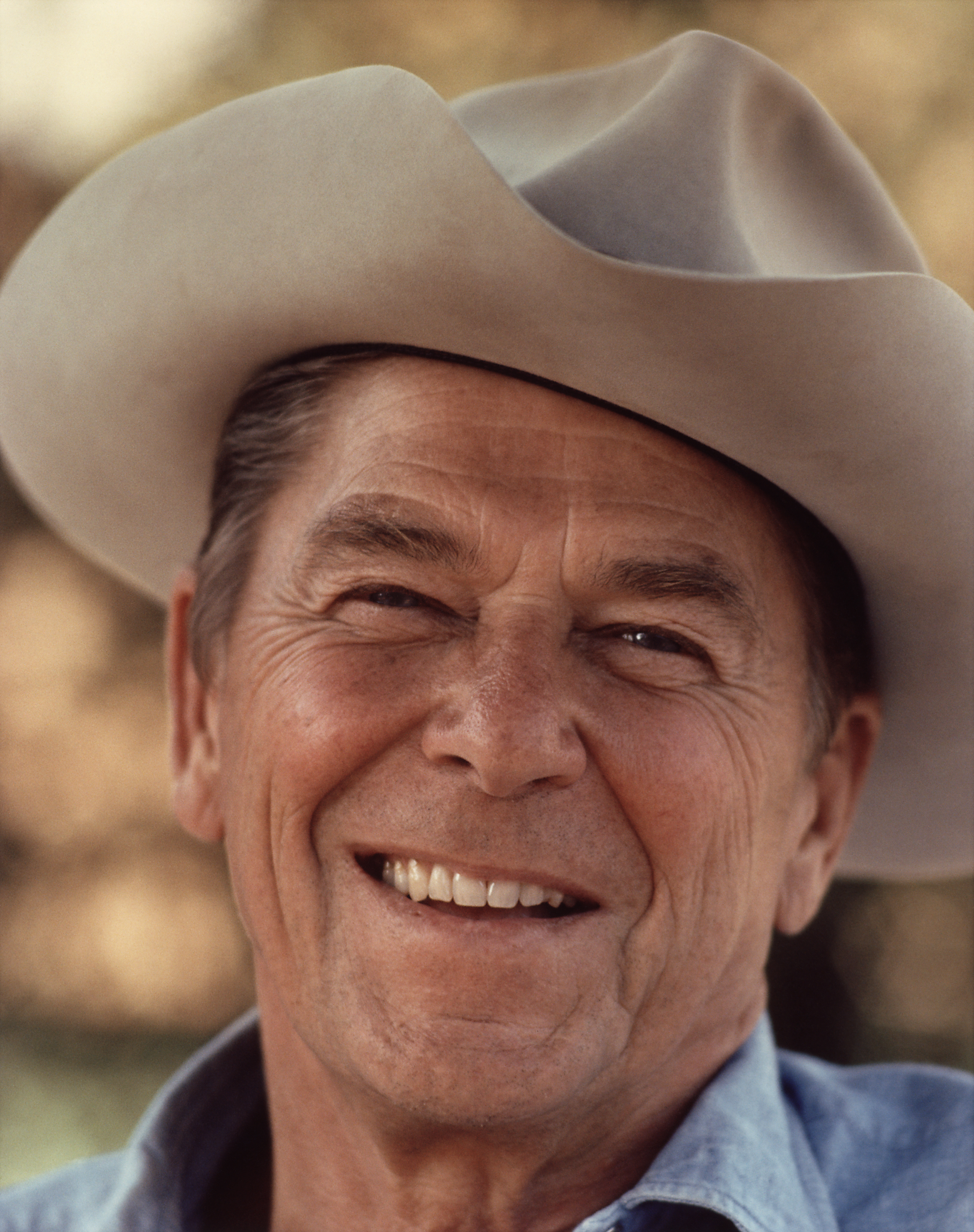
Prezident Reagan v kovbojském klobouku na svém ranči v Kalifornii. (Evans, 1976)
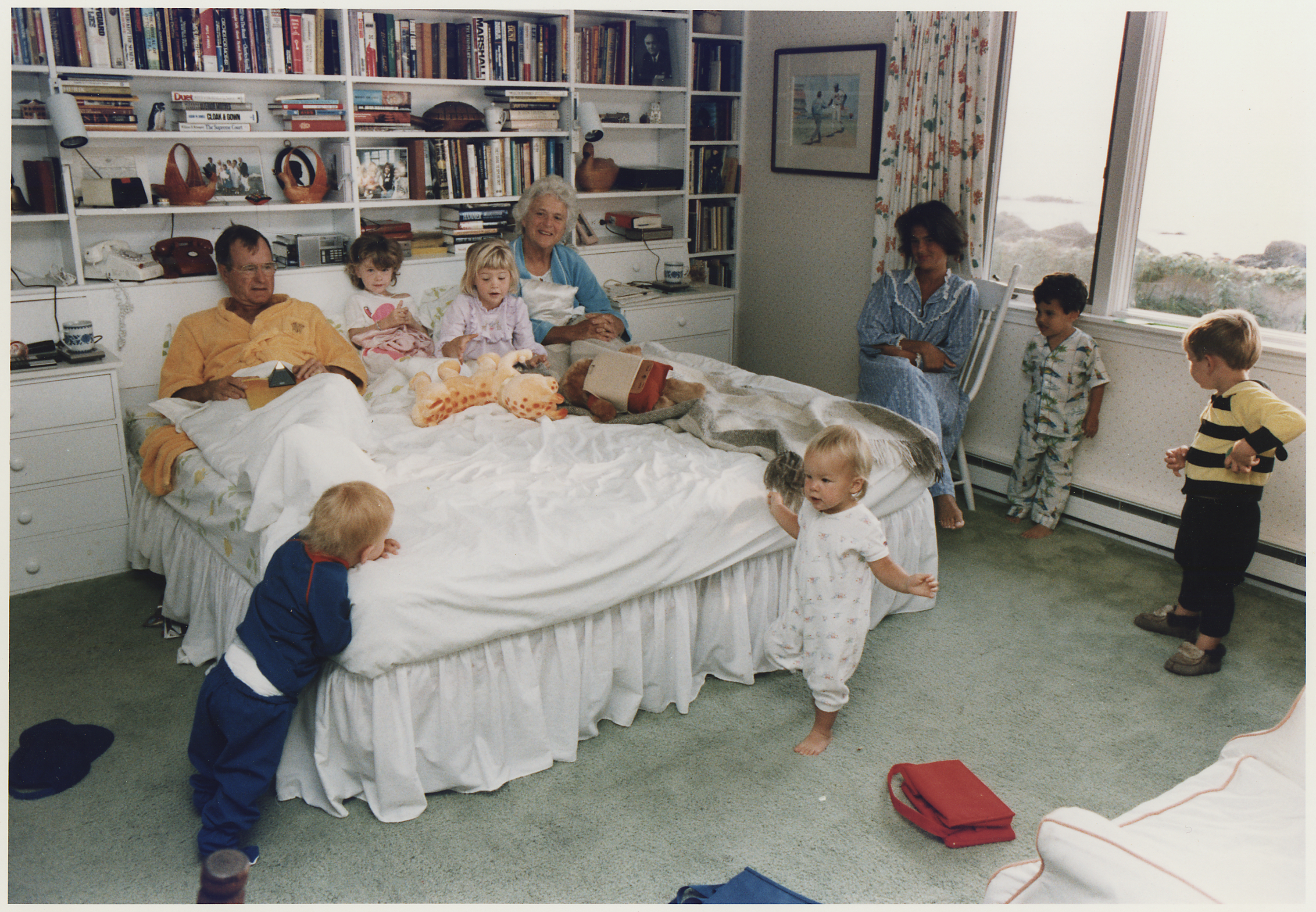
Valdezova nejslavnější fotografie: viceprezident Bush a jeho žena Barbara obklopeni svými vnoučaty a snachou Margaretou Molster Bushovou, 1987.
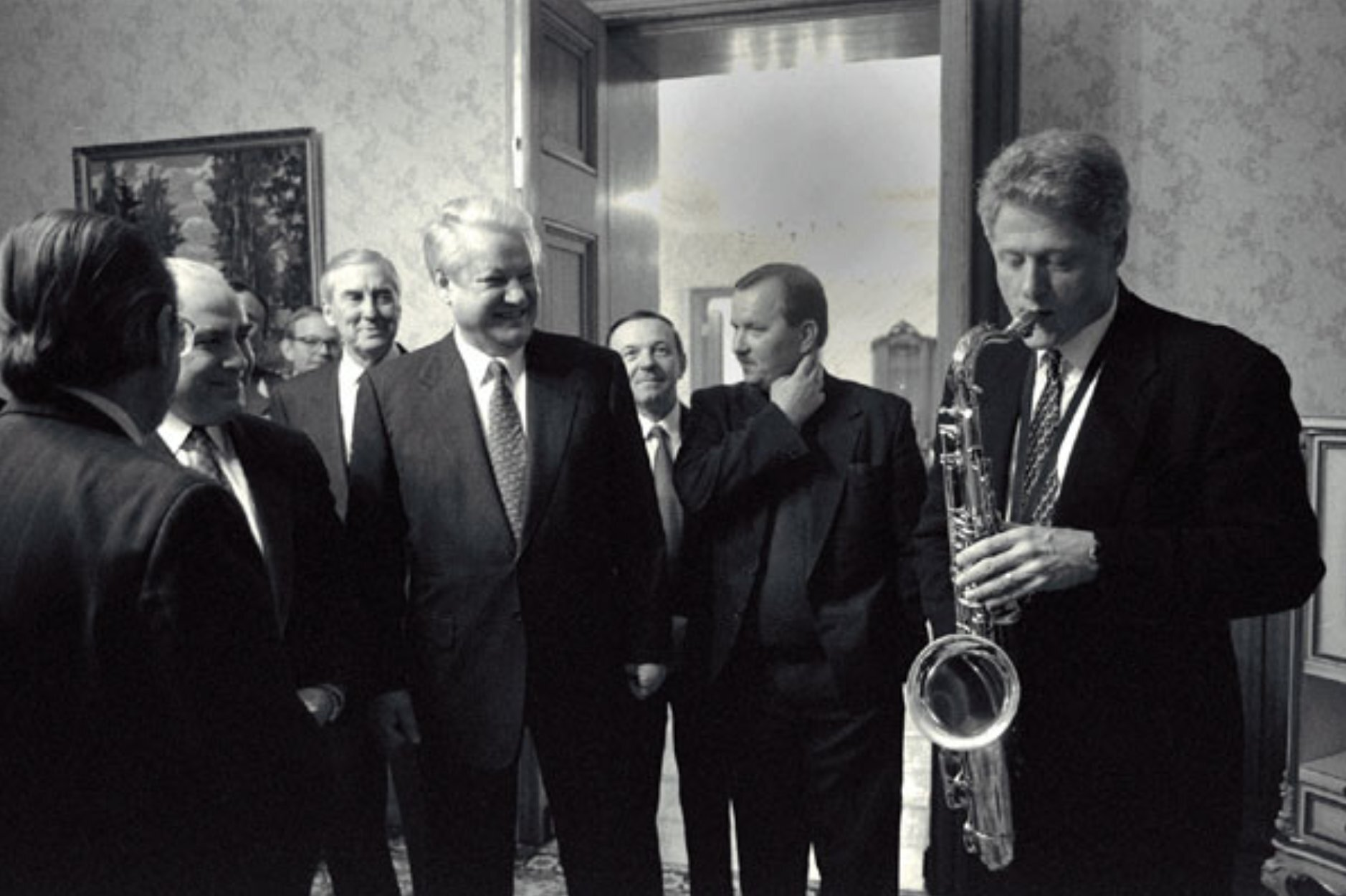
Prezident Clinton hraje na saxofon, který mu půjčil prezident Ruska Boris Jelcin. (McNeely, 1994)

- 1985 – Byla předvedena Minolta 7000, první samozaostřovací jednooká zrcadlovka (AF SLR).
  - Společnost Kodak prohrála v soudním sporu se společností Polaroid, která ji v roce 1976 zažalovala za porušení patentu, když Kodak začal prodávat vlastní verzi fotoaparátu pro okamžitou fotografii. Rozhodnutí o odškodnění však padlo až po dalších pěti letech a firma Kodak musela zaplatit téměř miliardu dolarů.[1]
- 1986 – Vědci firmy Kodak vynalezli 1-megapixelový snímač na světě.

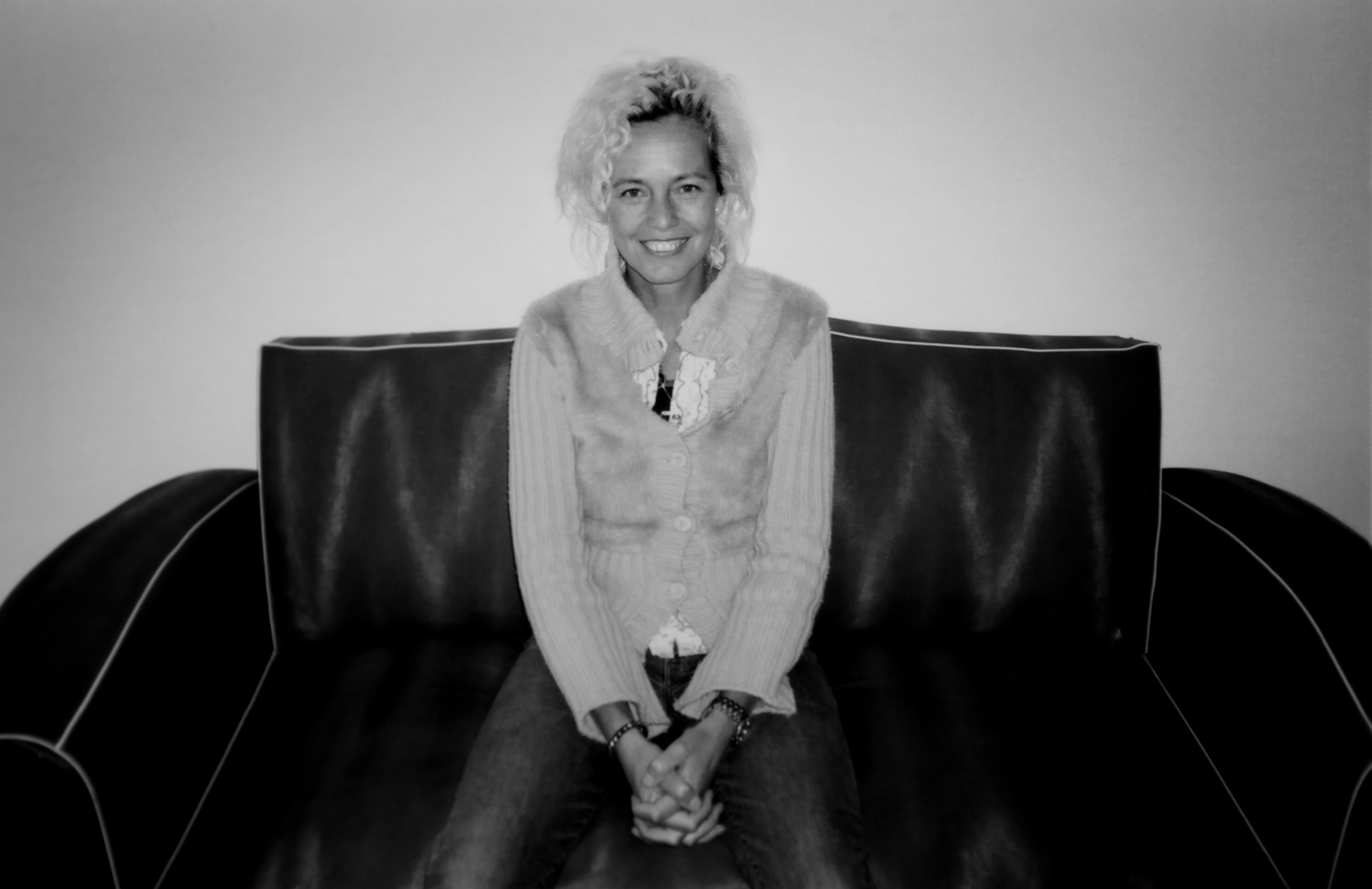
Ellen von Unwerth, autor fotografie: Filip Naudts

- 1987 – Německá fotografka Ellen von Unwerth dostala reklamní zakázku od magazínu Elle na džíny. Vybrala si tehdy neznámou sedmnáctiletou dívku Claudii Schiffer. Výsledek obě proslavil a Ellen von Unwerth se vypracovala mezi nejslavnější reklamní fotografy a její portrét Schifferové se stal jednou z nejslavnějších módních fotografií osmdesátých let.[1]
  - Joel-Peter Witkin zkomponoval snímek Un Santo Oscuro.[114] Jeho zřejmě nejslavnější z morbidních bizarních alegorií, která není výsledek koláže ani montáže, ale pečlivé inscenace v ateliéru, kde mu modelem stojí lidé s různými deformacemi.[1]
  - David Valdez pořídil svou nejznámější fotografii: viceprezident Bush a jeho žena Barbara obklopeni svými vnoučaty a snachou Margaretou Molster Bushovou
- 1988 – V Japonsku byl představen elektronický fotoaparát, který namísto na film uchovává obraz na magnetický disk.[1]
  - Americký taxikář a fotograf Ryan Weideman zveřejnil svůj projekt In My Taxi, časosběrnou sérii jeho autoportrétů se zákazníky.[1]

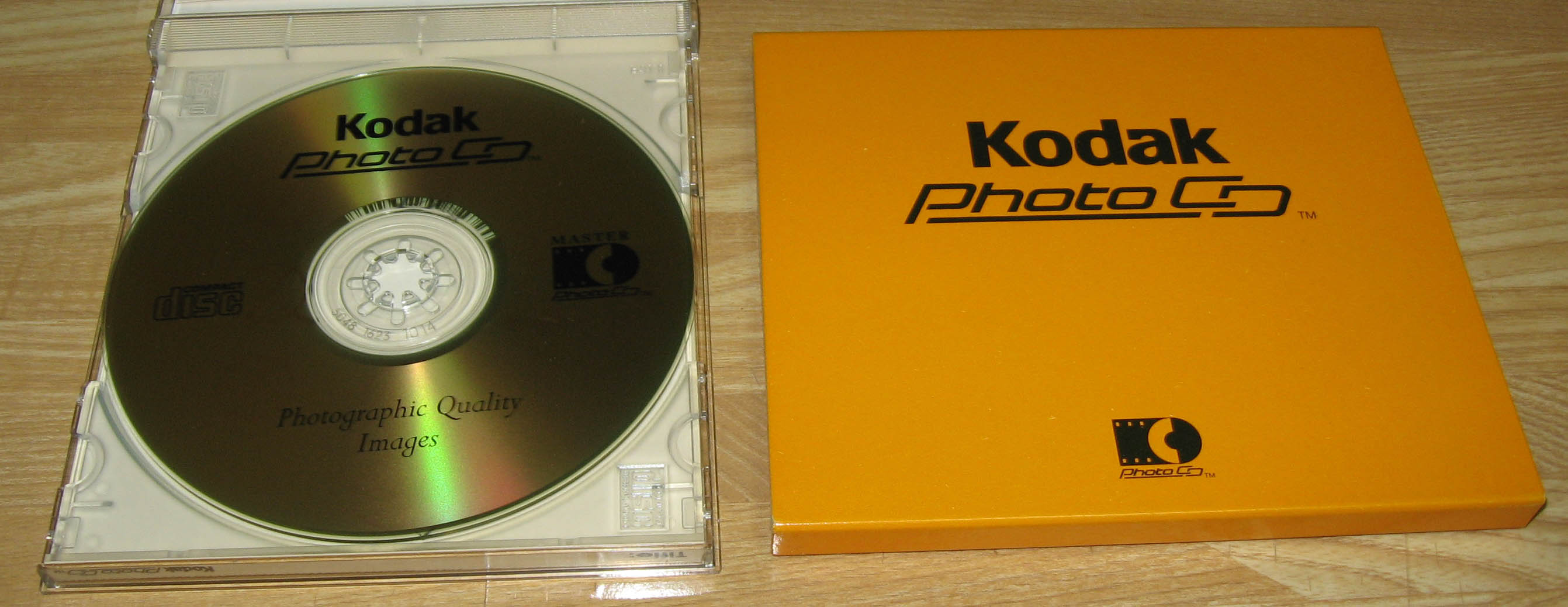
Kodak Photo CD, 1990

- 1990 – Kodak předvedl Photo CD, který převádí obrazy z 35-mm filmu do digitální podoby a uchovává je na kompaktním disku. Ten lze přehrát v přehrávači CD-I, CD-ROM XA, Photo CD nebo v CD-ROM XA mechanice počítače a fotografie prohlížet na televizní obrazovce nebo monitoru počítače. Kapacita disku je 100 fotografií o velikosti od 3 do 6 MB.[1]
  - sonda Voyager 1 ze vzdálenosti 3,7 miliard mil (40,5 AU) pořídila snímek Země s názvem Bledě modrá tečka.[115]

- 1991 – duben Sebastiao Salgado dokumentoval hašení 900 naftových vrtů, které při útěku z Kuvajtu zapálil poražený Saddám Husajn.
- 1992 – Japonská firma Canon představila fotoaparát se samozaostřováním, které je ovlivňováno okem uživatele.
  - Fotograf a taxikář Ryan Weideman začal pracovat na projektu Cab Culture, ve kterém portrétuje kolegy taxikáře a dokumentuje svébytnou městskou subkulturu.[1]
- 1993 – Fotografie Man Raye Skleněné slzy se stala nejslavnější na světě, když byla na aukci v Sotheby's vydražena za 122.500 britských liber.
- 1995 – Italský fotograf Massimo Vitali začal pracovat na souboru velkoformátových fotografií Pláže.[1]
- 1996 – Byl zaveden APS systém.
- 1997 – Německý fotograf Michael Wesely začal pořizovat fotografie za extrémně dlouhých expozičních časů (někdy až 3 roky) fotoaparáty vlastní konstrukce.[1][116]
- 1999 – Japonská fotografka Miwa Yanagi nasnímala sérii My Grandmothers, ve které inscenuje vize mladých modelek o jejich stáří.[1]

## 21. století

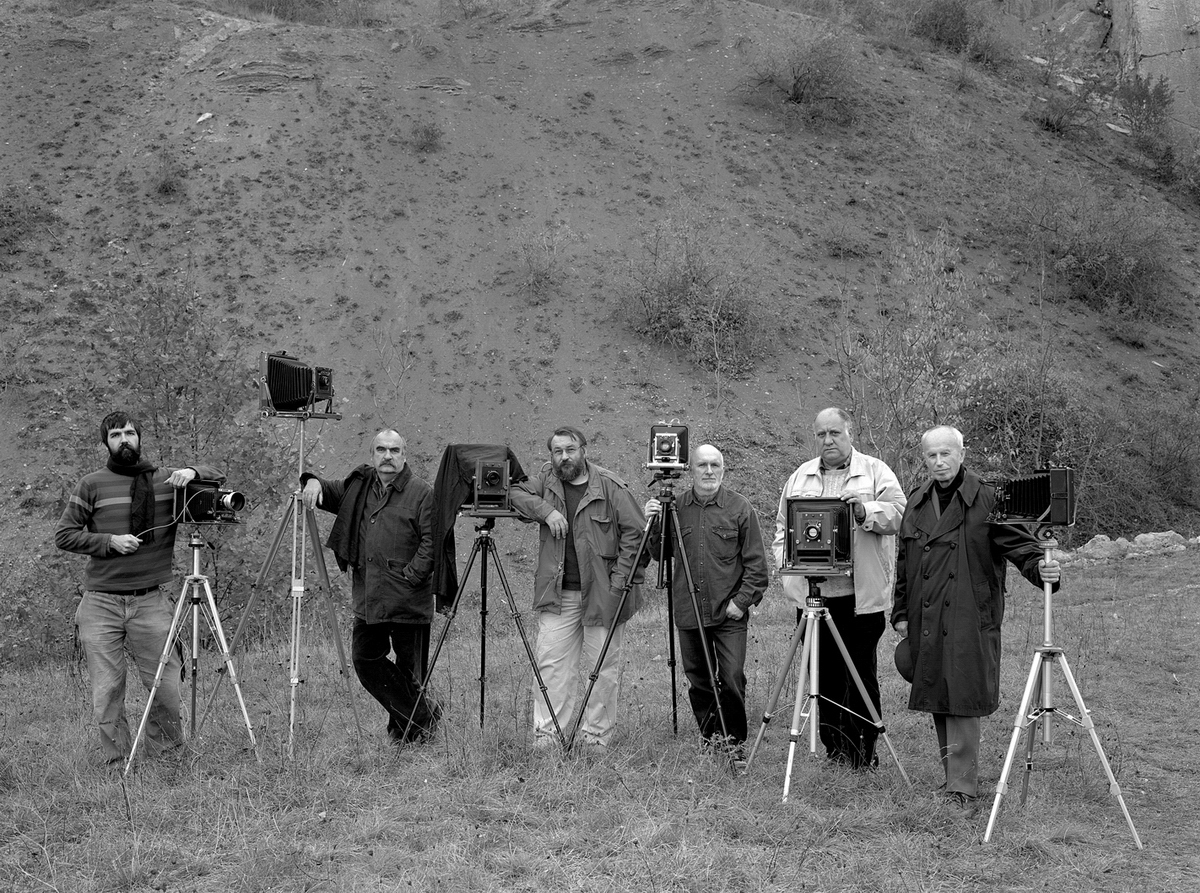
Členové skupiny Český dřevák (zleva doprava: Tomáš Rasl, Jan Reich, Bohumír Prokůpek, Jaroslav Beneš, Karel Kuklík, Petr Helbich) v Prokopském údolí dne 20. října 2004

- 2000 – fotografové Karel Kuklík, Jan Reich, Jaroslav Beneš a Bohumír Prokůpek založili skupinu Český dřevák.
  - První fotoaparát v mobilním telefonu J-Phone.
- 2001 – Společnost Polaroid vyhlásila bankrot.[1]
- 2002 – duben – Bankovní skupina Bank One a její dceřiná společnost One Equity Partners koupila téměř veškerý majetek zkrachovalé firmy Polaroid.[1]
- 2003
- 2004 – Zkrachovala firma Kodak.
  - 27. dubna – byla prodána fotografie Diany Arbus Identical Twins (Identická dvojčata), Roselle, New Jersey, 1967 za 478.400 amerických dolarů.[117]
- 2005 – Firma AgfaPhoto ohlásila bankrot. Skončila výroba této značky.
  - 2005 – Akcionáři Bank One schválili prodej firmy Polaroid společnosti Petters Group Worldwide.[1]
- 2006 – Firma Dalsa vyrobila 111 megapixelový CCD senzor, který měl v té době největší rozlišení na světě.[118]
  - 2006 – Společnost Polaroid oznámila zastavení výroby produktů pro klasickou fotografii z důvodu převahy digitálních technologií.[119]
- 2007 – 12. března Anthony Suau v Georgii dokumentoval odjezd 450 vojáků z posádky v Columbusu do války v Iráku. Zdánlivě banální fotografie detailu válečného konfliktu měly silný emotivní protiválečný náboj.[1]
  - Apple vydal první generaci mobilních telefonů iPhone.
- 2008 – 30. března zemřel Dith Pran, kambodžský novinář a fotograf (* 27. září 1942).
- 2009 – 6. října Willard Boyle a George E. Smith dostali Nobelovu cenu za fyziku za vynález polovodičového obvodu CCD.[120]
  - 2009 – Na trh byl uveden první digitální stereofotoaparát Fujifilm FinePix Real 3D W1 firmy Fujitsu.
- 2010 – Byl spuštěn Instagram. Za první půlrok měl milion uživatelů.

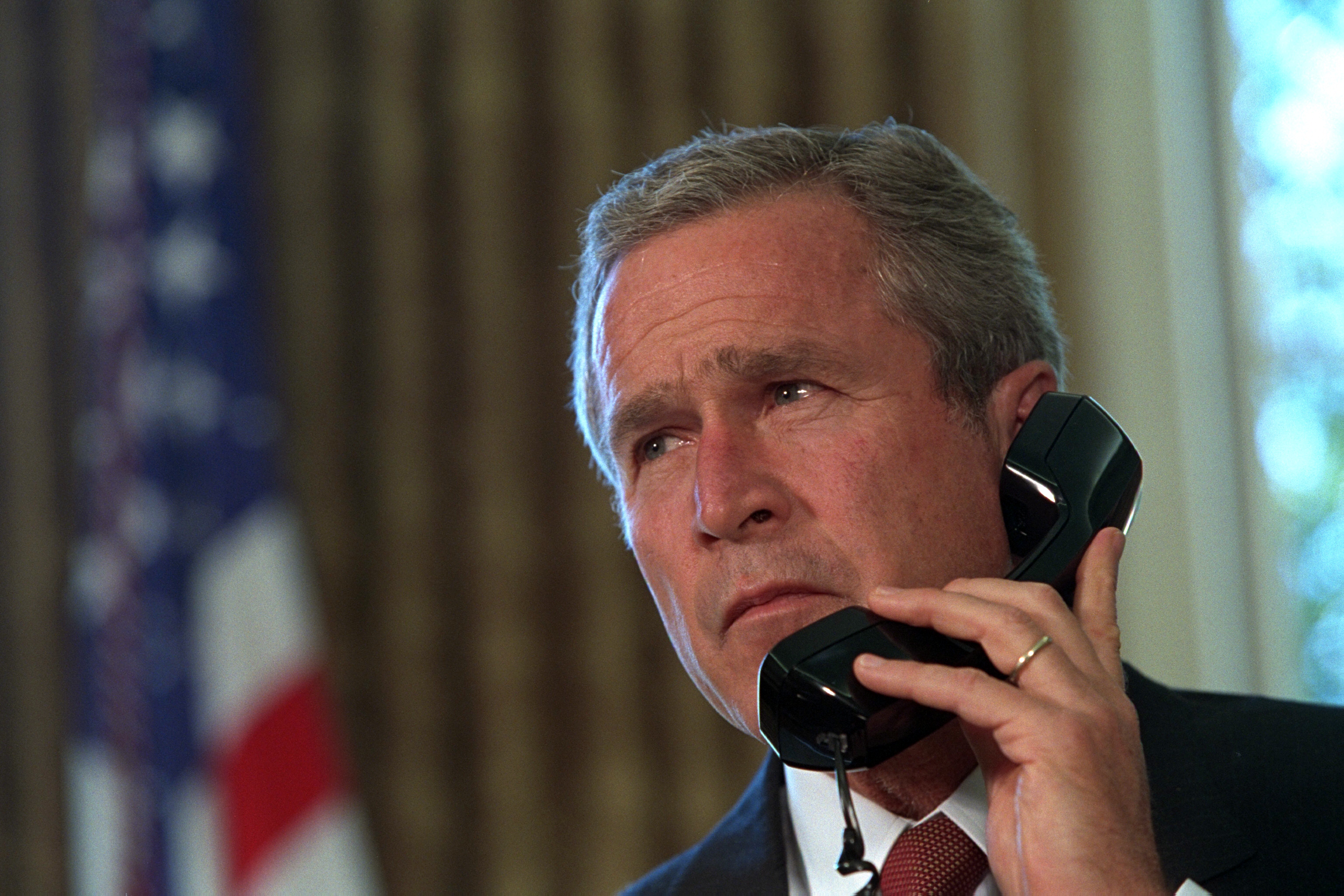
Prezident W. Bush mluví telefonicky s newyorským guvernérem Georgem Patakim a starostou New Yorku Rudym Giulianim, dva dny po útocích z 11. září. (Eric Draper, 2001)
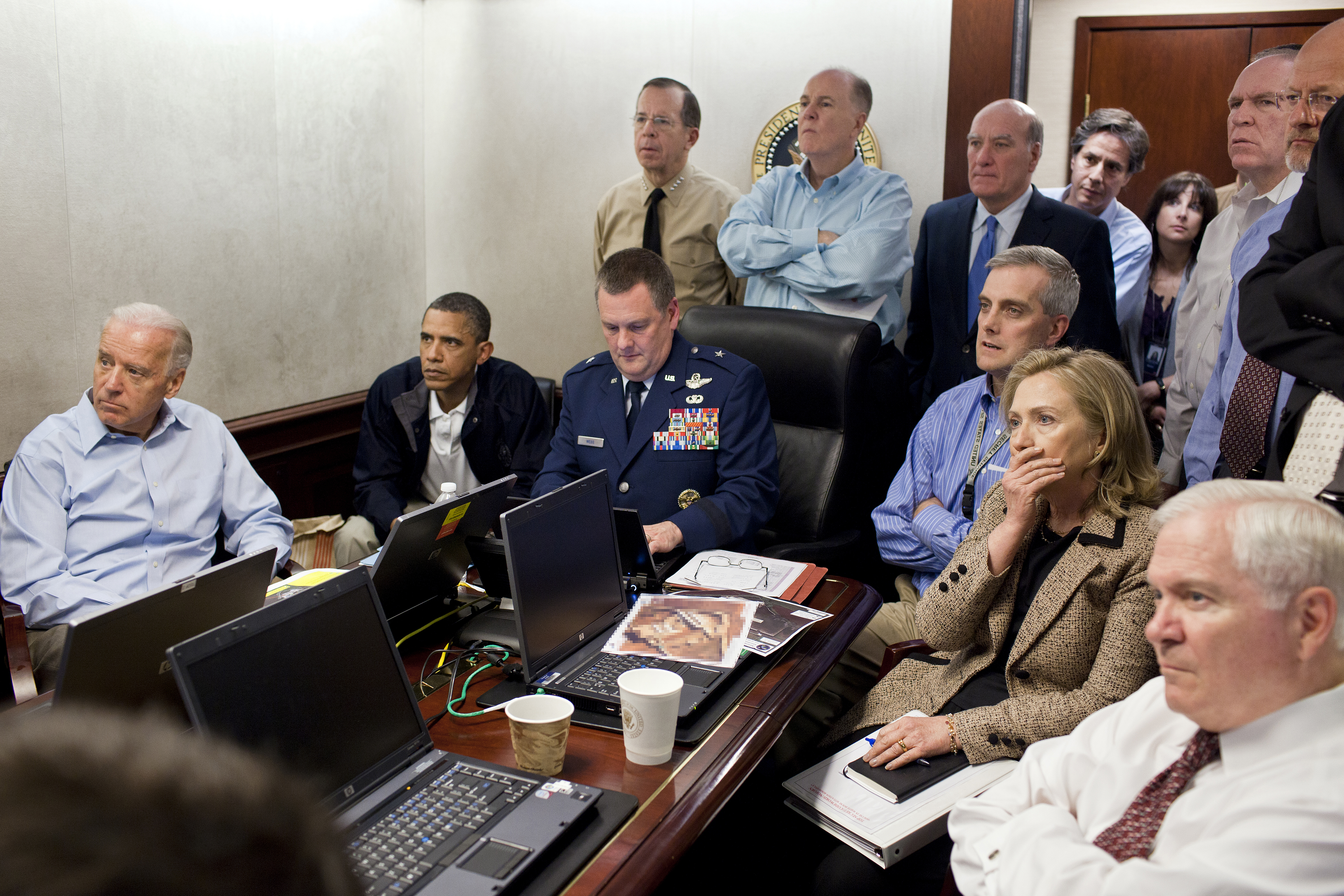
Pete Souza: Situation Room – Prezident Obama, viceprezident Biden a členové týmu národní bezpečnosti čekají na aktualizace Operace Neptunovo kopí, při které byl zabit Usáma bin Ládin, 2011
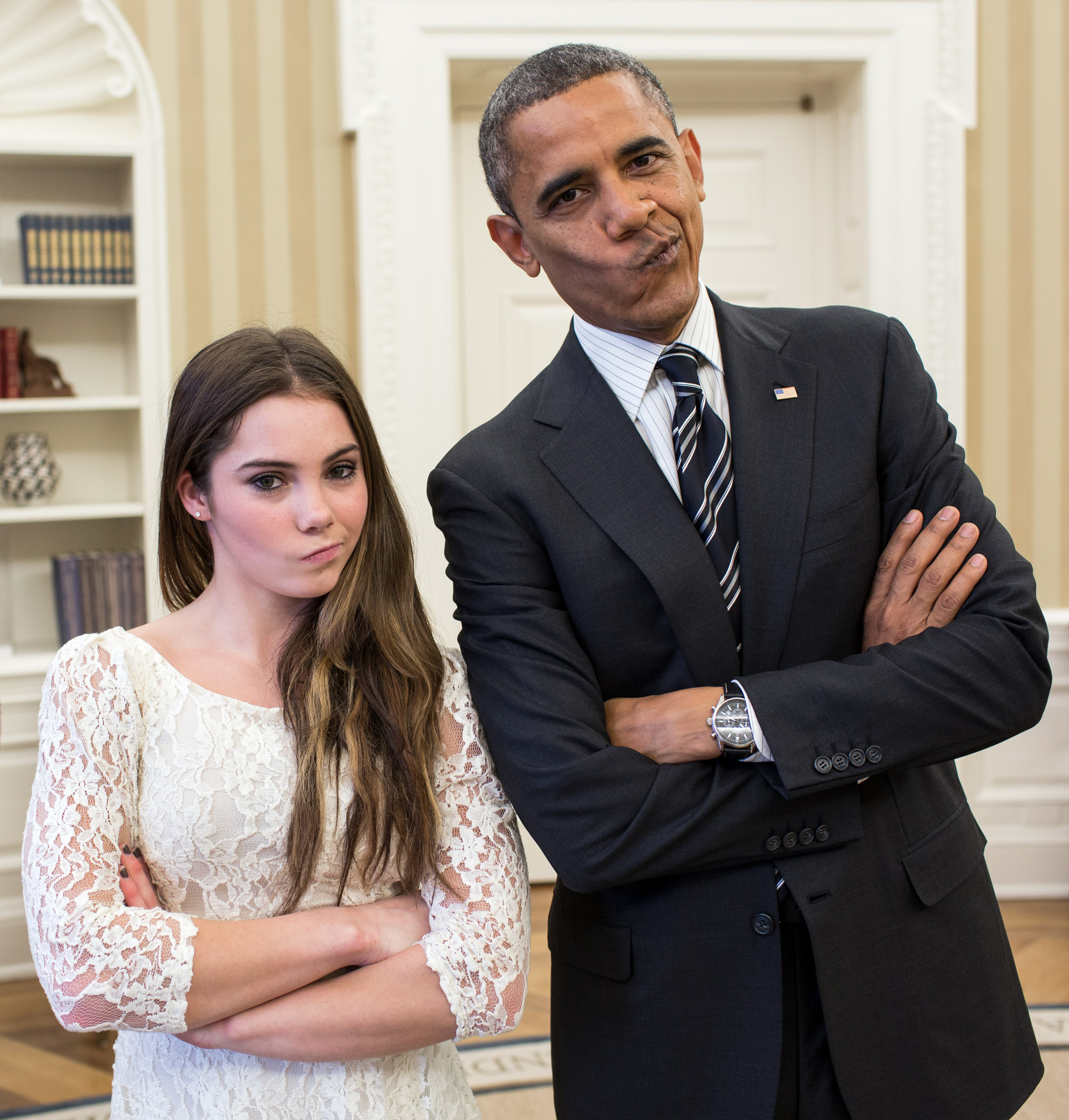
Gymnastka McKayla Maroneyová s americkým prezidentem Obamou. Úšklebek odkazuje na momentku, která ji zachytila zklamanou s našpulenými rty při převzetí stříbra za přeskok na LOH 2012. Olympijský snímek Yahoo! vyhodnotilo „nejvirálnějším fotem 2012“ (Pete Souza, 2013)
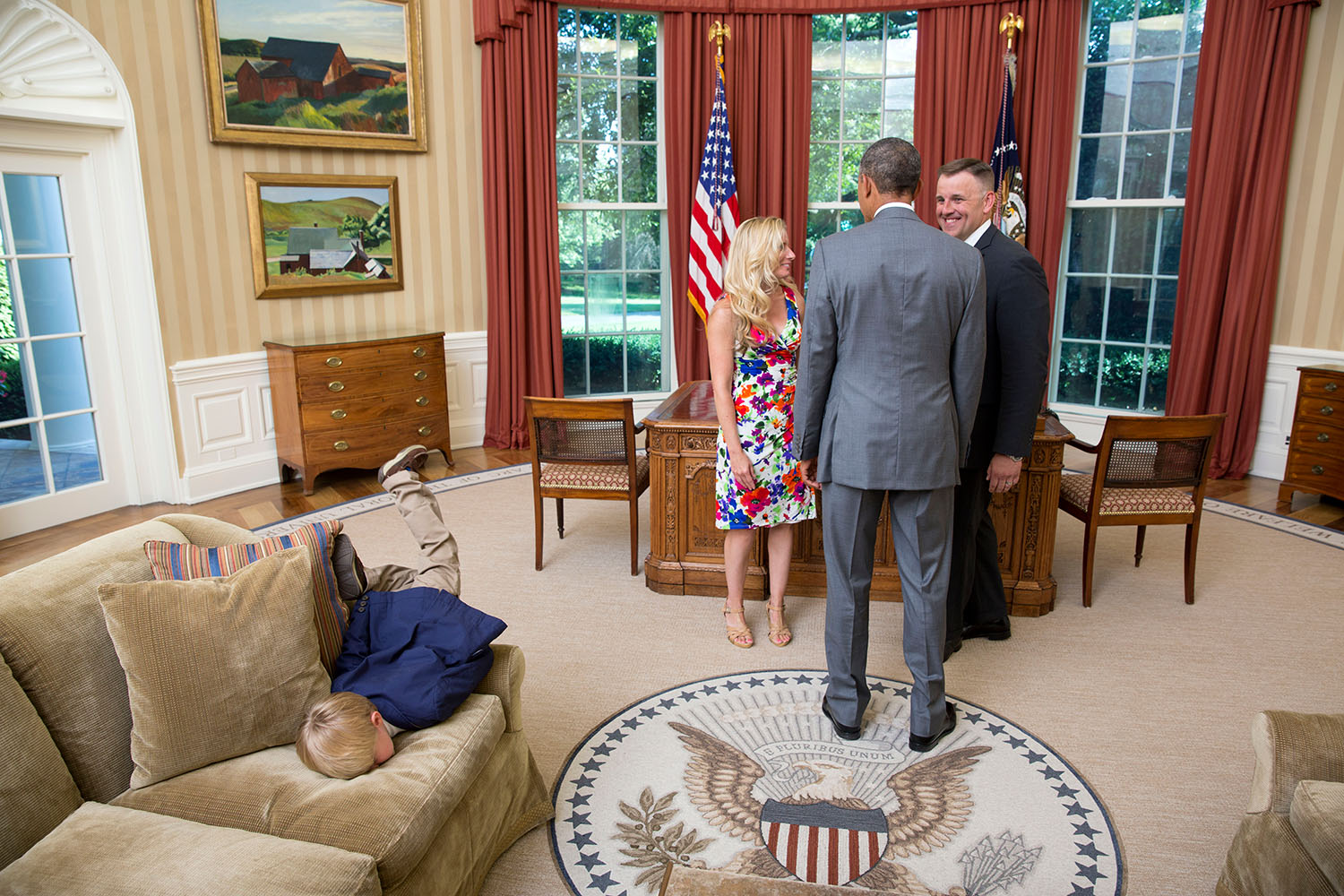
Tato fotografie se po zveřejnění na Flickru okamžitě stala virální. Fotograf Lawrence Jackson zachytil mladého chlapce, který v Oválné pracovně skočil na pohovku tváří dolů ve chvíli, kdy prezident Obama zdravil jeho rodiče - agenta tajné služby Spojených států a jeho ženu. (Lawrence Jackson, 2014)

- 2011 – První plenoptický fotoaparát společnosti Lytro šel do prodeje 19. října 2011 s pamětí 8 GB (za 399 USD) a ve verzi 16 GB (za 499 dolarů),[121] a do expedice 29. února 2012.[122][123]
  - Snapchat
- 2012 – Dne 10. května 2012 společnost Leica na trh uvedla model Leica M Monochrom, což je digitální fotoaparát ze série dálkoměrných aparátů řady M vybavený monochromatickým senzorem. Fotoaparát je prvním full-frame digitálním černobílým aparátem.
- 2013
- 2014 – do prodeje jdou brýle Google Glass.[124]
- 2015
- 2016
- 2017
- 2018
- 2019 – Dne 10. dubna síť radioteleskopů Event Horizon Telescope zveřejnila první přímý obrázek supermasivní černé díry v galaxii Messier 87.[125][126][127]
  - Michael Hanke získal na World Press Photo druhou cenu v kategorii Sport, za sérii 10 fotografií z cyklu Nikdy ho neviděli brečet, dokumentující život handicapovaného sportovce Zdeňka Šafránka.
  - Martin Stranka získal na soutěži Sony World Photography Awards první místo v kategorii National Awards.
  - Dne 19. listopadu využitím nejnovějších metod počítačového zpracování obrazu nalezli vědci na družicových záběrech 143 dosud neznámých obrazců na planině Nazca v Peru.[128]

- 2020
- 2021